# Історія підводних човнів

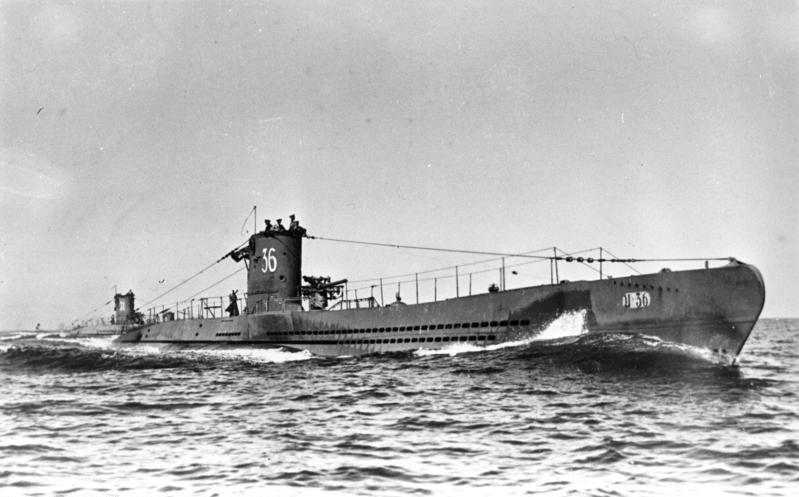
Німецький підводний човен U-36 типу VIIA

Історія підводних човнів — часопис подій, пов'язаних з будівництвом, експлуатацією та використанням підводних човнів, починаючи від робіт Корнеліуса Дреббеля у 17-ому столітті до проєктів Джона Голланда і сучасних конструкцій.

## Найдавніші конструкції

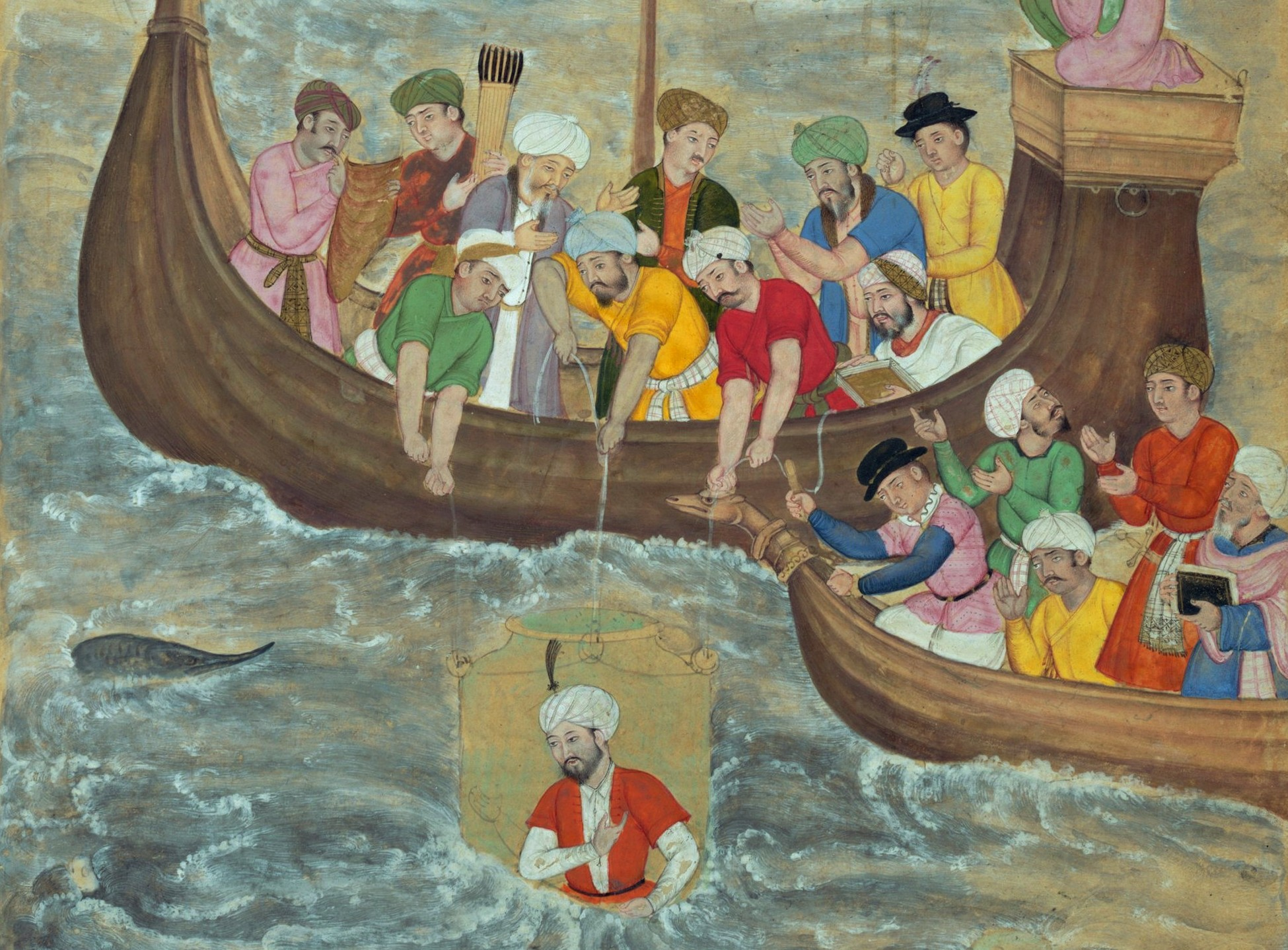
Ісламська картина 16 століття із зображенням занурення «Олександра Македонського»

Людство захоплюється можливістю підводного плавання принаймні з часів Олександра Македонського. Ранні проєкти були результатом інноваційного таланту окремих ентузіастів, а не потреб правителів і держав. Можливо, першою людиною, яка успішно пропливла під водою, був Корнелій Дреббель. 1623 року його човен, керований 12 гребцями, здійснив підводну подорож вздовж річки Темзи в Лондоні. Хоча свідки описували подію, жодного опису човна не збереглося.

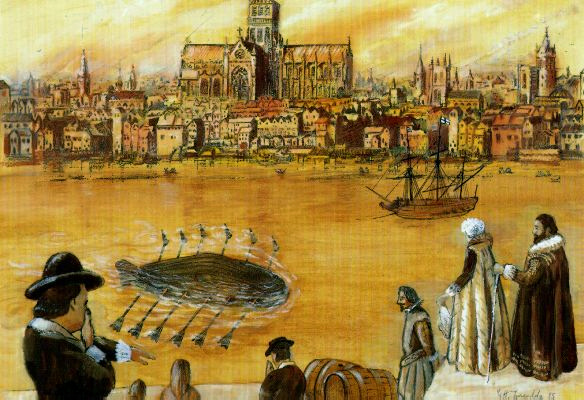
Картина 17 століття, на якій зображений підводний човен Дреббель

У вісімнадцятому та дев'ятнадцятому століттях російські винахідники були найбільш успішними з точки зору конструкції підводного корабля, але дуже мало робили до завершення. Цар Петро I підтримав пропозицію Єфима Ніконова, який запропонував побудувати «підводний човен», озброєний «пожежними трубами», ранній європейський вид ракет. Прототип човна був завершений в 1720 році, проте, попри успіх під час демонстрації, він не був добудований. Першою людиною, яка застосувала підводний човен у бою, був американець Девід Бушнелл. Він довів можливість вибуху підводного пороху і сконструював бомбу сповільненої дії з наміром застосувати обидва винаходи проти британських кораблів, які утримували морську блокаду Нью-Йорка під час американської війни за незалежність у 1776 році, він побудував свій перший підводний човен «Черепаху». Транспортний засіб тримався вертикально у воді і був виготовлений з дерева, а його розміри дозволяли одноавтоматичній бригаді та передачам рухати транспортний засіб. Працюючи за допомогою м'язів, «Черепаха» могла рухатися і зберігала достатньо повітря для підводного плавання близько 30 хвилин. Знімний вибуховий матеріал був сконструйований таким чином, що його можна було прикрутити до корпусу ворожого корабля, а завдяки годинниковому механізму вибух відбувся б після того, як «Черепаха» відійшла на безпечну відстань.

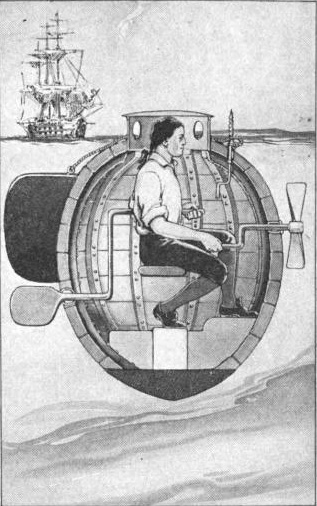
«Черепаха» за ілюстрацією 1916 року

Для керування кораблем та проведення атаки Бушнелл підготував солдата-добровольця Езру Лі. Він розпочав атаку на флагманський корабель адмірала Річарда Хоу HMS «Орел». Атаку Черепахи зупинив посилений міддю корпус британського корабля.
Наступні спроби побудови ефективного підводного човна були пов'язані з особою Роберта Фултона. Франція вирішила не укладати з ним будівельний контракт. Протягом наступних трьох років Фултон подорожував по Європі, пропонуючи свої підводні човни багатьом урядам. 1800 року Фултон повернувся до Франції, де новий перший консул Наполеон Бонапарт надав йому грант на будівництво корабля. Новий підводний човен Фултона, названий « Наутілус», був добудований у травні 1801 р..

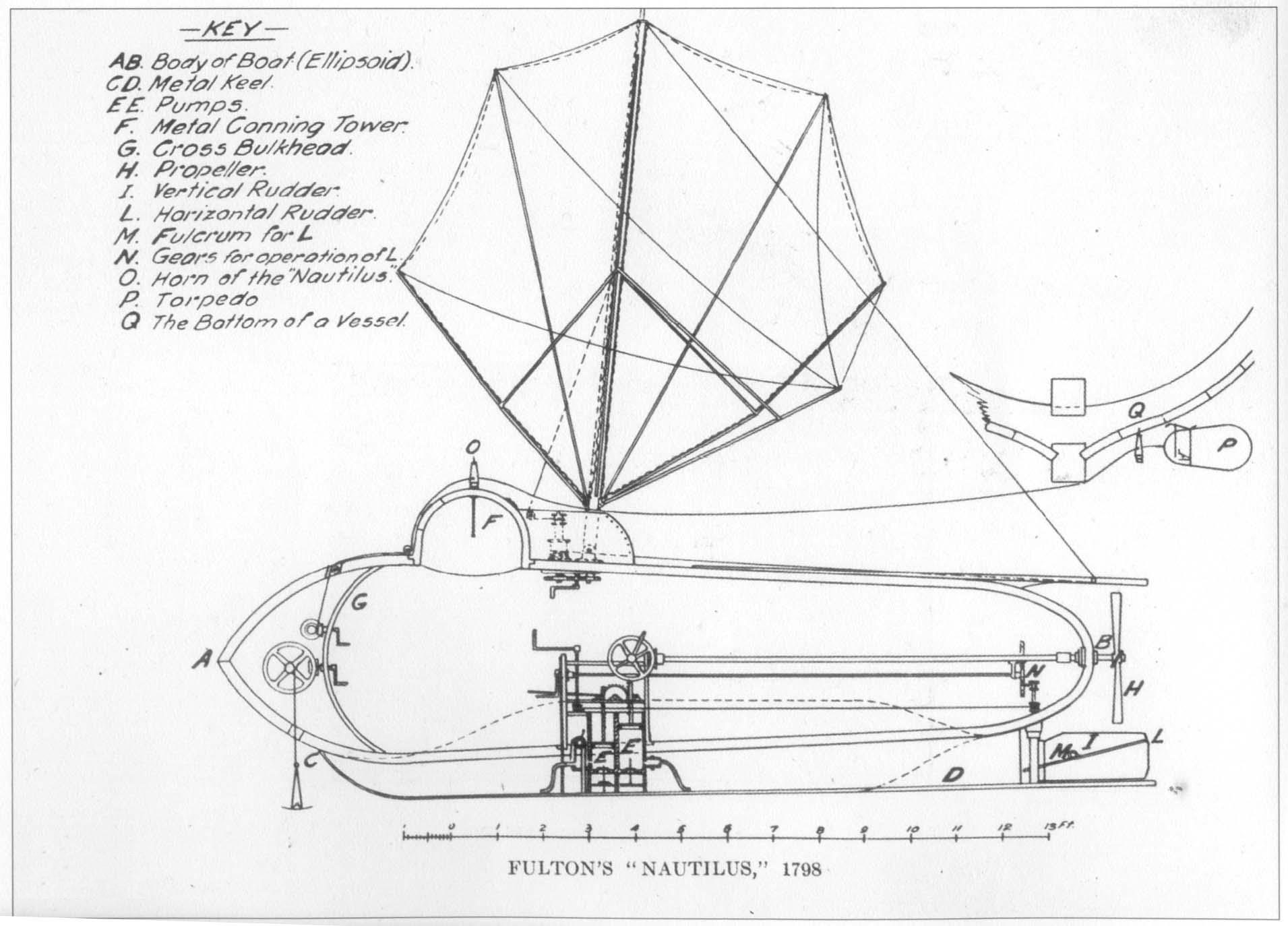
Конструкція «Наутілуса» Роберта Фултона з 1798 року

Корабель рухався на поверхні вітрилом, натягнутим на складану щоглу, а під водою силою людських м'язів. Корпус був виготовлений з міді, посиленої залізним каркасом, занурився завдяки затопленню баластного бака та горизонтальному рульовому керму, що забезпечило стійкість корабля при зануренні. Повітря, зібраного в ньому, вистачало на 3 години занурення для екіпажу з чотирьох чоловік і двох свічок. Пізніше було додано бак для стисненого повітря. Корабель був сконструйований для здійснення атаки подібним чином до «Черепахи». Випробування, проведене поблизу Бреста на старій шхуні, пройшло успішно — мішень підірвали. Потім Фултон спробував атакувати британські кораблі, що ведуть прибережну блокаду, але ворожі підрозділи перешкодили «Наутілусу» наблизитися до необхідної відстані. Це призвело до того, що Наполеон втратив інтерес до цієї зброї, тому розчарований Фултон знову поїхав до Англії, де запропонував свій корабель британцям. У 1805 р. «Наутілус» продемонстрував свої можливості, втопивши бриг «Дороті» в рамках випробувань, але британський флот мало цікавився винаходом. Фултон повернувся до Сполучених Штатів, де йому вдалося переконати Конгрес надати йому кошти на будівництво іншого корабля. Цього разу спроба була більш амбіційною — Фултон побудував корабель із екіпажем у 100 чоловік, що працював на паровій машині, розробленій Фултоном. Однак конструктор загинув під час випробувань блоку, і корабель пришвартований, забутий, біля пристані врешті-решт затонув.

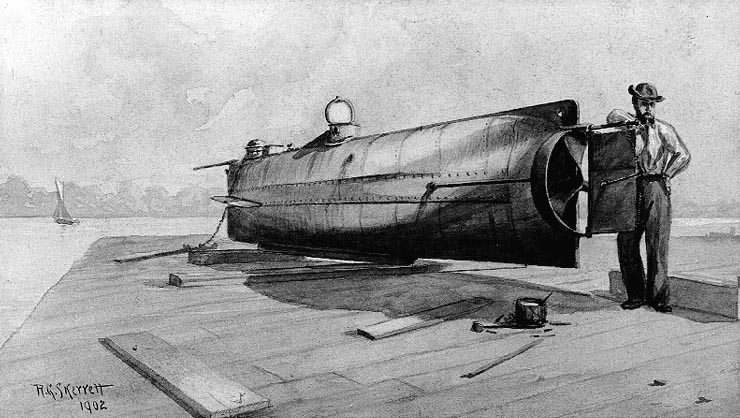
Відбиток CSS «Ганлі» в Чарльстоні 6 грудня 1863 року

Під час англо-американської війни 1812 року творець Черепахи Девід Бушнел побудував черговий «підводний човен», який атакував HMS Ramillies на якорі в Нью-Лондоні, штат Коннектикут. Цього разу оператору підводного човна вдалося просвердлити отвір у корпусі корабля, але затвор, що кріпив вибухівку до британського судна, зірвався. Тож атака знову була невдалою, але цього разу підводний човен зумів відплисти. Одним з найвизначніших будівельників підводних човнів другої половини XIX століття був німець Вільгельм Бауер. Прототип " Брандтаухера " Бауер побудував у 1850 році на суднобудівному заводі в Кіль, що належав Августу Говальду. Корабель брав участь у Першій Шлезвігській війні, сприяв усуненню з узбережжя датської блокади. Корабель потонув 1 лютого 1851 року. До кінця свого життя Бауер безуспішно просував свої конструкції, включаючи вдосконалену та збільшену версію корабля.
Кримська війна стимулювала розвиток внутрішніх підводних проєктів у Росії. Багато морських офіцерів країни просували ідею «підводних човнів» для захисту Севастополя, але немає жодних доказів того, що для цього було побудовано якесь судно. Після успішного випробування дослідного зразка установки з використанням парового рушія російський уряд втратив інтерес до проєкту. 1866 року Санкт-Петербурзький суднобудівний завод побудував 355-тонний корабель, що працював від двох двигунів на стисненому повітрі потужністю 70 к. с. Проводились інтенсивні випробування транспортного засобу, але потім корабель перевищив свою максимальну глибину занурення і корпус вибухнув.

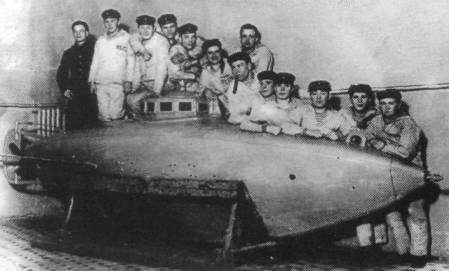
Копія серії з 50 побудованих одиниць проєкту Джевецьких

Першим підводним човном у світі, який здійснив ефективні бойові дії, був корабель Конфедерації " Ханлі «. Під час громадянської війни в Америці, 17 лютого 1864 року він потопив USS Housatonic. Підрозділ Конфедерації підірвав полюсну міну (яку тоді називали торпедою) біля корпусу Housatonica, внаслідок чого магазин боєприпасів корабля Union вибухнув, що і зруйнувало його, тоді як Hunley незабаром затонув з невідомих сьогодні причин. Двоє чоловіків були вбиті на борту „Гусатоніка“, а вісім моряків конфедерації загинули разом з „Ханлі“. Північні штати також були зацікавлені в будівництві кораблів цього класу; у 1864 р. уряд розпочав фінансування будівництва невеликого суцільнометалевого корабля та судна. У1872 році від проєкту відмовились.
Початок російсько-турецької війни в 1877 році спонукав великого князя Константи підтримати проєкти польського інженера Стефана Джевецького, який побудував і випробував дві успішні конструкції невеликих „підводних човнів“. Російська армія спрямувала їх на оборону Кронштадта та Севастополя, а в 1885 їх взяв на озброєння російський флот. Однак останні незабаром визнали їх неефективними, і сам Джевецький емігрував до Франції у 1887 році, де створив кілька конструкцій напівзаглиблюваних кораблів.

## Ранні моторизовані підрозділи

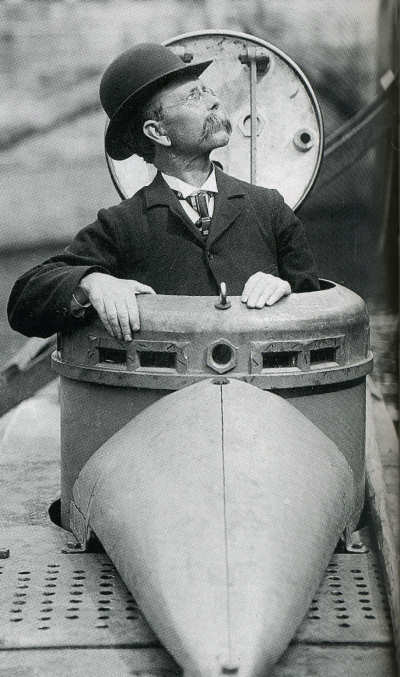
Джон Холланд

Перші конструкції підводних човнів були створені ентузіастами, які створювали свої проєкти за приватні кошти. Їм вдалося переконати державну владу в ідеї кораблів, здатних вести морський бій під водою. Залучення державних організацій, пов'язане насамперед із виділенням значних коштів на розвиток підводних споруд, швидко перетворилося на інтенсивний розвиток цього класу кораблів у світі. Підводні човни надійшли на озброєння після початку Першої світової війни, і стали одним з ключових видів зброї морської війни та основним засобом боротьби з ворожими морськими цілями. Ця значна роль у морській війні ще більше посилилася під час Другої світової війни, в якій підводні човни стали найважливішою — поряд з авіаносцями — категорією морських підрозділів, вирішуючи, виграти чи програти у війні.
З моменту створення роль підводних човнів постійно змінювалася. З початку 20 століття з огляду на таємницю та автономність дій та вогневу потужність, непропорційно велику по відношенню до їх розміру, підводні човни становлять хребет основних флотів світу. У другій половині XIX століття роботи з будівництва підводних човнів проводились у різних країнах, особливо Торстен Норденфельт у Швеції, Вільгельм Бауер у Німеччині, Максим Лаубеф у Франції та Джон Голланд та Саймон Лейк у США. Американці були піонерами у будівництві сучасних підводних човнів на моторному двигуні. Перш за все, Джон Холланд — американський конструктор та винахідник ірландського походження, який запустив свою перший 14-футовий (4,26 м) підводний човен у 1878 році за фінансової підтримки антибританського Фенського братства. Організація мала намір використовувати структуру Голландії для нападу на флот Британської імперії. Торговий корабель мав нести флотилію невеликих „підводних човнів“, які при запуску несподівано атакували британські кораблі. Його другий бойовий корабель, 31 футів (9,44 м), „Фініан Баран“, мав стати першим лінкором. Він був оснащений бензиновим двигуном потужністю 15 к. с. Занурювався, утримував глибину і виходив на поверхню не завдяки баласту, а за допомогою регуляторів глибини з невеликим запасом гідростатичної плавучості. Він був озброєний пневматичною гарматою, яка могла вести вогонь із 6-футової (1,8 м) підводної торпеди. Проводячи випробування „Фініан Баран“, Голландія разом з Едмундом Залінським — винахідником польського походження — заснували підводну човнову компанію „Наутілус“, яка розпочала будівництво ще одного підрозділу „Голландія III“, а потім „Голландія IV“. У результаті невдалого спуску на воду 4 вересня 1885 року корабель затонув, але був відновлений, відремонтований і випробуваний. Компанія припинила своє існування восени 1886 р..

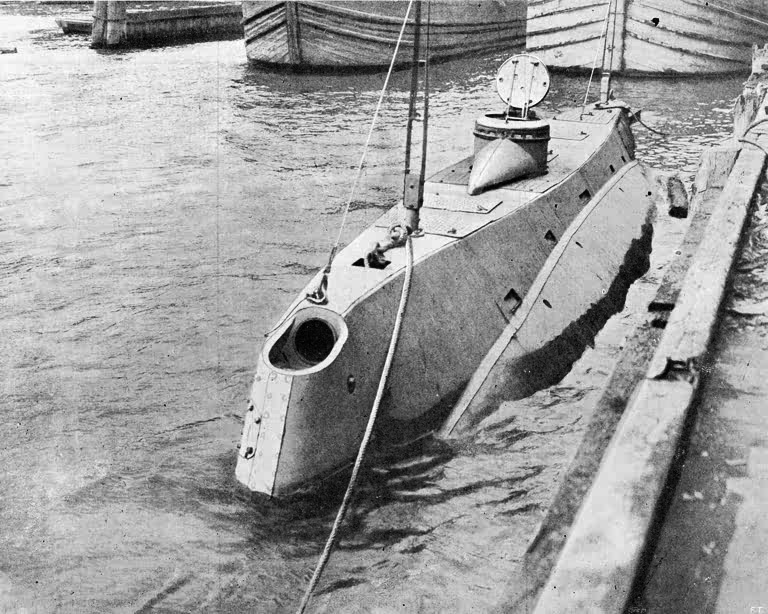
Holland VI до придбання ВМС США

17 травня 1897 року Джон Холланд запустив на поверхню підводний апарат, який працював від бензинового двигуна та занурював електричну енергію від батарей. Корабель, спочатку позначений як „Holland VI“, був першим у світі підводним човном з „класичним“ рушієм, заснованим на використанні двигуна внутрішнього згоряння на морській поверхні та електричного двигуна в глибині. Судно водотоннажністю 64 тони на поверхні та підводною водотоннажністю 76 тон було озброєно однією торпедною трубою калібру 457 мм в носовій частині та три торпеди, а також дві динамітові гармати — одна обличчям вперед, а інша — тилом. Гармати були спрямовані на ціль, повертаючи весь корабель. Наступний проєкт — „Holland VII“ мав неперевершений успіх — у кількості 24 примірників він служив на флотах США, Великої Британії, Росії, Японії та Нідерландів, ставши відправною точкою для подальшого розвитку підводних споруд цих країн.

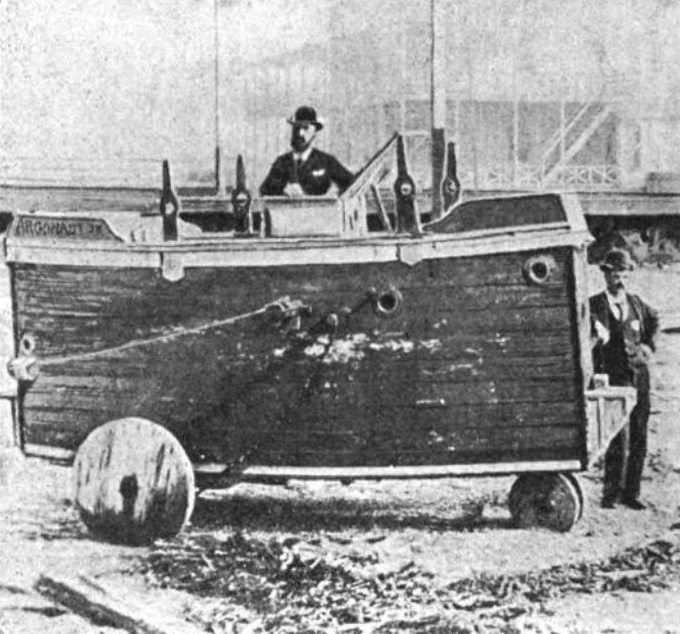
» Аргонавт Юніор " Саймона Лейка близько 1897 року

Джон Холланд мав серйозного суперника в боротьбі за прихильність американського флоту — Саймона Лейка. Перший експериментальний корабель цього геніального винахідника — спочатку представлений як «піонер відкриттів підводних човнів», а сьогодні як «батько сучасних підводних човнів» — «Аргонавт-молодший», був дуже вдалим судном, побудованим приватно у 1894 році. Корабель живився від бензинового двигуна та електроенергії, він також був оснащений колесами, що дозволяли їздити на морському дні. Також дайвери могли залишити корабель під водою, щоб перерізати підводні кабелі або знищити міни. Успіх цієї конструкції змусив Лейка заснувати компанію Lake Submarine Company, яка побудувала ще одне судно — «Аргонавт», яке першим в історії діяло у відкритому морі. Однак найбільшим внеском Лейка стала розробка практично функціонуючого глибинного керма, який був інтегрований у процес занурення, утримання в глибину та підйому. У його конструкціях використовувалася система регулювання баласту з кількома резервуарами та насосами для контролю переміщення та набором рулів глибини для контролю тяги. Перші два кораблі «Аргонавт I» та «Аргонавт II» не отримали визнання в очах ВМС США, але були експортовані до Росії та Австро-Угорщини.
Будівельні роботи французького інженера Максима Лобуфа були надзвичайно важливими для розробки підводних човнів. Після вступу на озброєння французького флоту в 1867 році, першого корабля з механічним приводом (замість використання м'язової сили), побудованого Шарлем Бруно і Сімеоном Бургуа, виявилося, що рушійна система на основі стисненого повітря була дуже неефективною. Завданням першого було протистояти тиску води, тоді як завданням зовнішнього світлового корпусу було поліпшення здатності плавати на водній поверхні. Між корпусами були баластні та обробні баки. Така конфігурація корпусу домінувала у будівництві підводних човнів до кінця Другої світової війни. «Нарваль» був обладнаний паровою машиною — французький флот не хотів використовувати двигуни внутрішнього згоряння через ризик вибуху палива. Більше того, французькі ВМС на той момент не мали достатньо потужного дизельного двигуна.

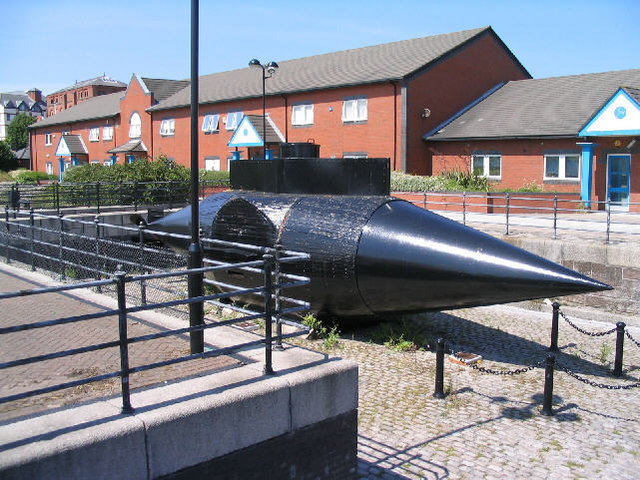
Копія Resurgam в Біркенхеді

Британський флот запізнився з включенням підводних операцій. Королівський флот, у якому були великі лінкори, розглядав маленькі занурювальні торпедні підрозділи як загрозу, а не як можливість. Більшість його прототипів були засновані на досвіді Голландії, але Велика Британія мала кілька власних конструкцій. 1878 року Джордж Гаррет побудував невелике ручне кривошипне судно «Ресургам». Гарретт не зміг забезпечити кораблю достатню вертикальну стійкість, але конструкція привернула увагу шведського промисловця Торстена Норденфельда, який підрядив будівництво збільшеної версії у Стокгольмі. Підводний човен під назвою «Норденфельт I» був придбаний грецьким флотом у 1886 р. Турецький уряд замовив два великі судна подібного типу, які були доставлені в 1887 році, і одне з них — «Абдул Хамід», побудований в британському Барроу-ін-Фернесс — було першим самохідним торпедним апаратом. "Норденфельт IV " був побудований в 1887 році для Росії. Однак під час своєї поїздки до Росії він вдарився про морське дно поблизу Данії і затонув.

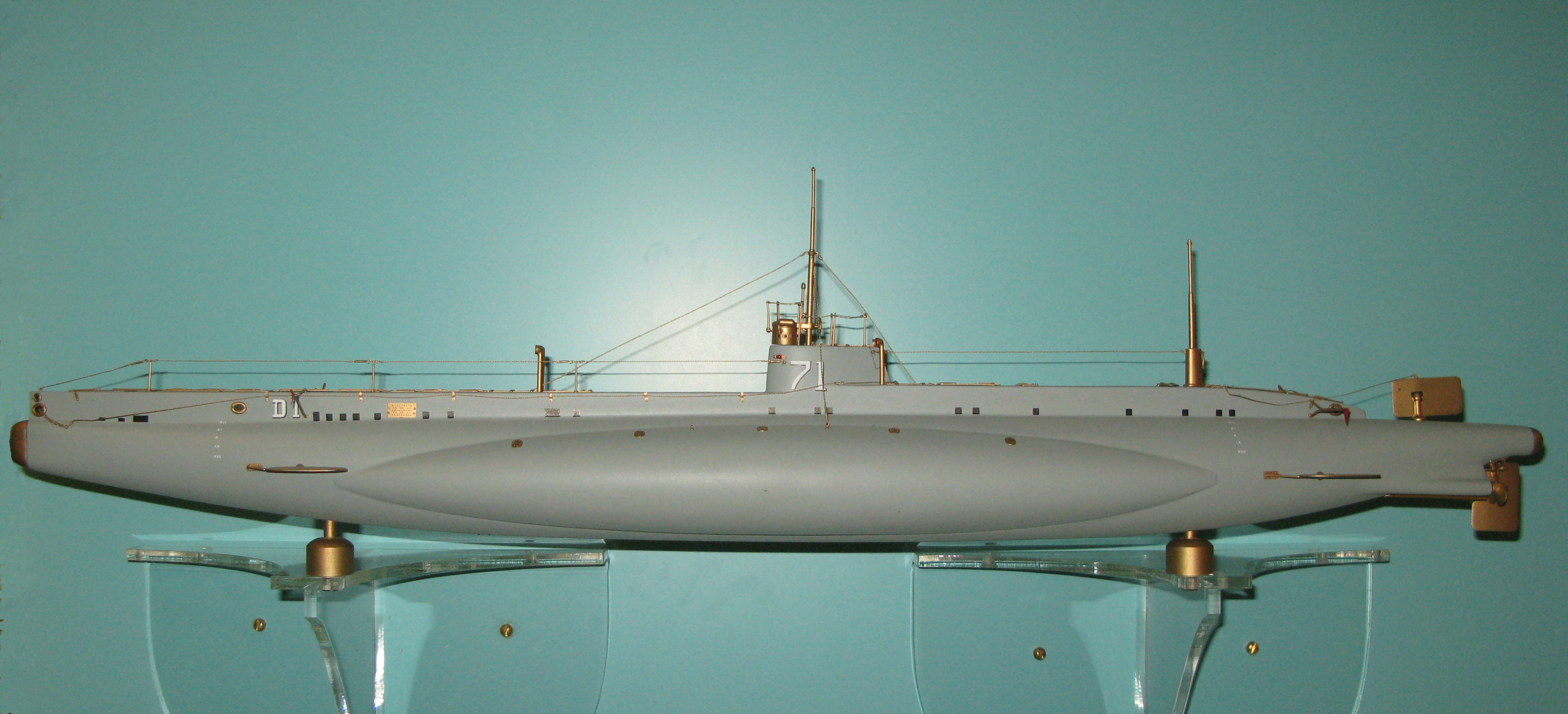
Модель HMS «D1» — провідний корабель типу D. На передньому плані — серед кораблів — видно великий лівий зовнішній баластний бак

Введення британських агрегатів типу D в експлуатацію в 1908 р. стало вирішальним розривом з концепцією Голландії. На цих кораблях вперше були введені зовнішні цистерни, розташовані поза корпусом. Баластні баки відтоді були стандартом у будівництві підводних човнів до кінця Другої світової війни. Судна типу D також стали поворотним моментом, який ознаменував перехід Великої Британії до будівництва підводних човнів великої дальності.
Попри роботу Вільгельма Бауера, до кінця ХІХ століття Німеччина мало виявляла інтересу до кораблів цього класу. Першим більш розробленим проєктом було будівництво іспанського інженера Раймонда Лоренца Д'Еквіллі-Монжустіна, що працював на заводі Круппа. Крупп без згоди Лейка використав отриману від нього інформацію для розробки успішних конструкцій власних кораблів з наміром продати їх Росії, Норвегії, Австро-Угорщині, а зрештою — також німецькому імператорському флоту. Діяльність Круппа і Д'Еквіллі, що працювали на нього, врешті призвела до створення в 1904 році торпедного відділу німецького флоту. Нове конструкторське бюро розробило власні подібні конструкції, які були введені у виробництво у 1907 р.

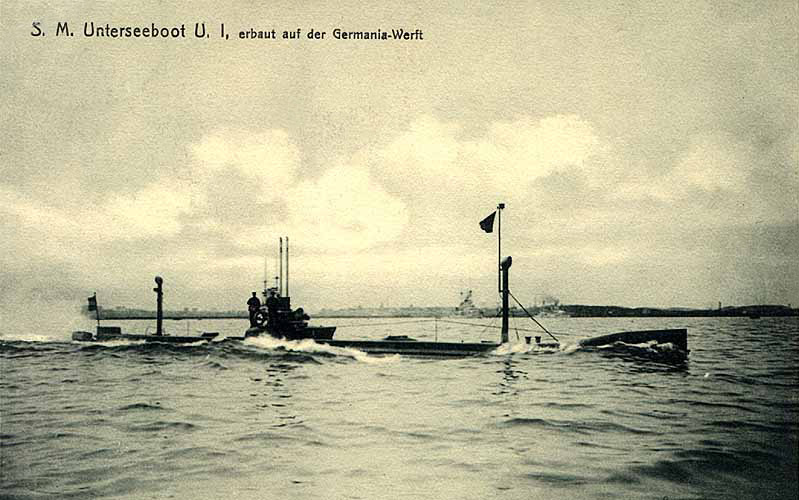
SM U-1 — перший підводний човен, включений до складу німецького флоту

Розрив співпраці Круппа з іноземцем Д'Еквіллі та працевлаштування Ганса Техеля 1 липня 1907 р. відкрилоФрідріху Круппу шлях до співпраці з ВМС Німеччини і дали змогу швидкому технологічному розвитку до початку Першої світової війни. Результатом стала технічна розробка та збільшення габаритів і бойових можливостей нових конструкцій. Перший німецький підводний човен отримав позначення U-1 і був побудований на корабельні Friedrich Krupp Germaniawerft. Корабель був оснащений двома двотактними двигунами загальною потужністю 400 к. с. і двома електродвигунами однакової потужності, які також виконували роль генераторів, що заряджають батареї. На поверхні U-1 мав радіус дії приблизно 1500 морських миль зі швидкістю 10 вузлів, тоді як на осадці його дальність становила приблизно 50 морських миль зі швидкістю 5 вузлів. Він мав здатність занурюватися приблизно на 10 годин. Підрозділ був озброєний однією торпедною трубою калібру 450 мм Спочатку екіпаж корабля мав складатися з двох офіцерів та 10 моряків, але в результаті досвіду служби в умовах війни кількість екіпажу була збільшена до 3 офіцерів та 19 моряків.
Італія і Швеція почали працювати над власними проєктами одночасно з Німеччиною. У розвитку італійських агрегатів цього класу домінували концепції Чезаре Лауренті, конструкції яких відповідали пропозиціям занурювальних торпедних установок Лаубефа. Шведський флот відправив свого конструктора Карла Річардсона на місію з вивчення іноземних конструкцій, і незабаром його власні проєкти почали значною мірою відображати основні припущення Джона Голланда.
Подальший технічний розвиток підводних споруд означав, що напередодні початку Першої світової війни великі флоти мали зброю, яка за сприятливих умов могла спробувати привести ворога до економічного краху.

## Перша світова війна

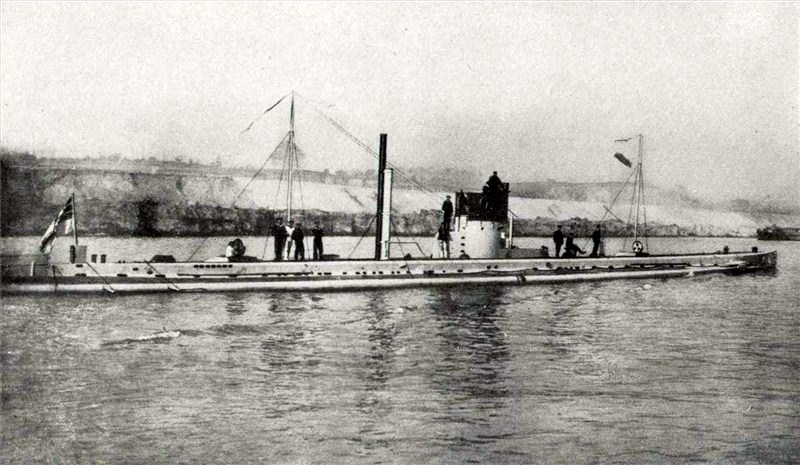
Німецька U-9

На початку Першої світової війни британський королівський флот та французька морська піхота були найбільшими споживачами підводних човнів у світі; кожен з цих флотів мав удвічі більше підводних човнів, ніж у імперської Німеччини. Тодішній російський флот мав відносно давню традицію підводних операцій, але його сили були розподілені між Балтійським та Чорним морями. Жоден з флотів не мав чіткої доктрини використання своїх підводних сил, ані реального усвідомлення напрямку, в якому можуть розгортатися майбутні підводні військові операції.

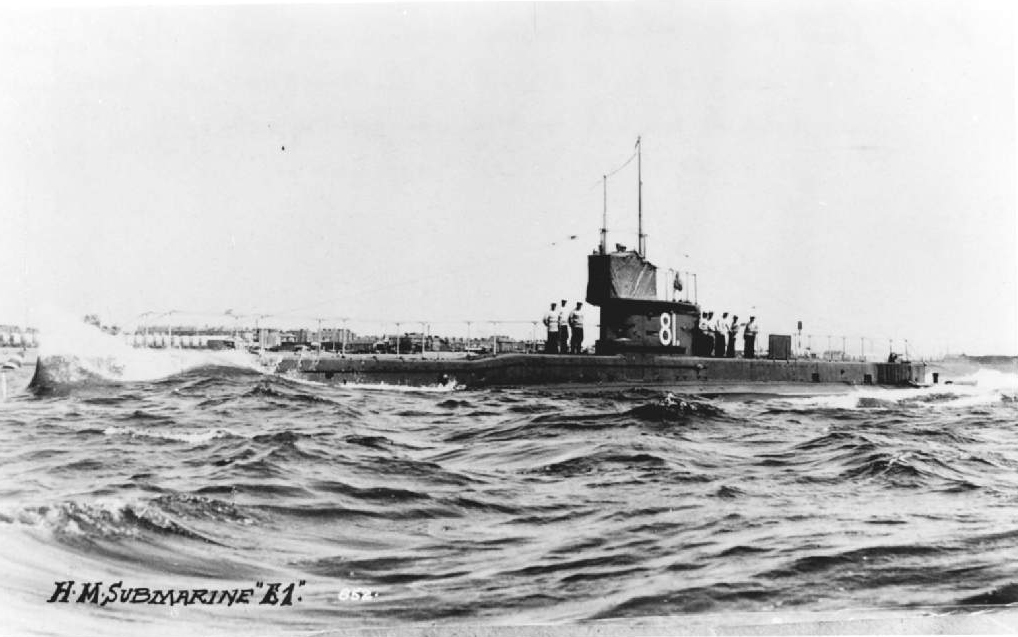
Британський HMS E1

Основні британські підводні сили з найсучаснішими кораблями великої дальності були зосереджені у Флотилії підводних човнів, що базується в Гарвічі. Основним завданням цих кораблів було наступальне патрулювання вздовж узбережжя Німеччини. Старі кораблі короткої дальності були розміщені в Грімсбі, Дуврі та Портсмуті, і їм було доручено оборонне патрулювання вздовж східного та південного узбережжя. Французькі підводні човни спочатку діяли в Ла-Манші, щоб створити бар'єр, що захищає транспортування військ з Північної Африки до французького мегаполісу. Британський флот зробив кілька спроб співпрацювати з підводними човнами з надводними підрозділами з метою встановлення пастки та знищення німецького Hochseeflotte, ці операції не були дуже успішними, але Північне море з німецькими транспортними лініями стало регулярним майданчиком для британських підводних човнів під час війни. Ці підрозділи загалом були не дуже ефективними. Росія мала 8 одиниць у Балтійському морі, але лише одна з них мала змогу проводити операції з більшою дальністю. У 1915 р. кількість британських кораблів у Балтійському морі зросла ще на чотири. 19 серпня 1915 року Е1 пошкодив бойовий крейсер «Фон дер Танн», а 23 жовтня Е8 знищив броньований крейсер «Принц Адальберт». Крім того, британські та російські підводні човни затопили або захопили 17 вантажних автомобілів, тоді як 4 інших змусили їх сісти на мілину. Все це спонукало флоти Швеції та Німеччини докласти зусиль для конвоювання кораблів, що призвело до різкого зменшення втрат.
Підводні човни союзників також брали участь в протичовнових операціях. У період з травня по жовтень 1915 р. Велика Британія розпочала операції з підводними човнами, які буксирували озброєні траулери. Після виявлення німецького підводного човна, буксируваний підводний човен мав здійснити атаку на німецький підрозділ. Англійці відмовились від цієї тактики, оскільки німці зрозуміли її припущення. Спільна кампанія навколо Британських островів призвела до 13 затонулих підводних човнів — із 390 спроб нападу. Низька ефективність була насамперед наслідком низької підводної швидкості. Це призвело до розробки нового типу агрегатів типу <i id="mwAcU">R</i>, підводна швидкість яких майже вдвічі перевищувала швидкість на поверхні.
На початку війни в 1914 р. Німеччина і Австро-Угорщина мали невеликі, але сучасні підводні флоти (31 оперативно діючий підводний катер німецького флоту та 5 австро-угорських підрозділів). Держави не мали чіткої доктрини використання цього класу кораблів. Однак Німеччина прийняла стратегію «клінкріг», намагаючись поставити підрозділи Великого флоту у невигідне становище та скоротити британський флот мінами та підводними човнами. 1914 року німецькі підводні човни продемонстрували більшу боєздатність, ніж було зазначено в довоєнних навчаннях, зі значним успіхом. 5 вересня 1914 року німецький U-21 потопив легкий крейсер HMS Pathfinder, який був першим у історії потопленням ворожого корабля з торпедою, запущеною з-під води. Найбільш вражаючим успіхом цього періоду стало потоплення трьох британських броньованих крейсерів HMS Aboukir, Hogue і Cressy 22 вересня. Під командуванням Отто Веддігена U-9 потопив їх менш ніж за годину. Королівський флот швидко переконався, що німецькі підводні човни є найбільшою загрозою для його першості.

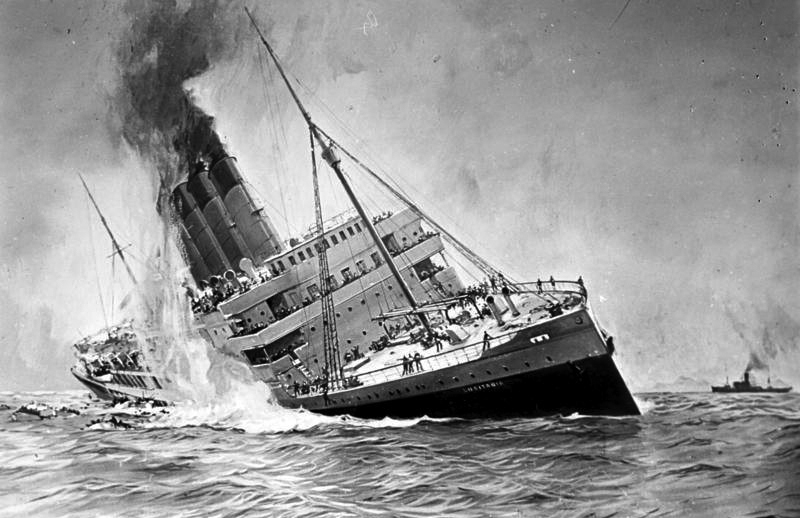
Лузитанія тоне після торпеди U-20

Німецький флот мав не більше 25 оперативних підводних човнів, з яких лише близько 1/3 знаходились у бойовій позиції в будь-який час. Кампанія стартувала 28 лютого, і, попри невелику кількість доступних кораблів, вона проходила дуже добре. Лише в березні Німеччина потопила 29 кораблів загальною тоннажем 89 500 БРТ, 33 кораблі (38 600 БРТ) у квітні, 53 (126 900 БРТ) у травні, 114 (115 291 БРТ) у червні, 86 (98 005 БРТ) у липні, 107 (182 772 БРТ) у серпні та 58 кораблів (136 048 БРТ) у вересні. Британський флот потопив 15 підводних човнів, але в той же час німці ввели в експлуатацію 25 нових кораблів. Німецькі дії мали різкі наслідки у відносинах з нейтральними країнами, тому Німеччина запропонувала нейтральним країнам компенсацію, а потім заборонила напади на їхні підрозділи. Однак найбільшим ударом по необмеженій підводній війні Німеччини стало потоплення лайнера « Лузітанія» без попередження. Під командуванням Вальтера Швігера U-20 7 травня 1915 р. затонув пасажирський трансатлантичний корабель, внаслідок чого загинуло 1201 пасажир та екіпаж, у тому числі 128 громадян США, що спричинило велику дипломатичну суперечку з США, посилене торпедуванням американського корабля без попередження. В результаті канцлер Бетманн-Гольвег заборонив усі напади на великі пасажирські судна, незалежно від їх прапора. Коли Хеннінг фон Гольцендорф став командувачем німецьким флотом, 18 вересня 1915 року він зупинив більшість німецьких підводних операцій проти кораблів. Він також обмежив усі інші операції принципами Лондонської декларації, припинивши необмежену підводну війну. До вересня 1915 р. Британці втратили судна загальним тоннажем 1 294 000 БРТ, але тоннаж новозбудованих кораблів на той час становив 1 233 000 БРТ, і захоплені ворожі кораблі додали до цього балансу додаткові 682 000 тон. Під час обмеженої підводної кампанії між жовтнем 1915 і лютим 1916 р. «підводні човни» потопили 209 кораблів загальним тоннажем 506 026 БРТ. 29 лютого німецьким кораблям було дозволено атакувати озброєні торгові кораблі без попередження, і морська війна знову загострилася. Потоплення французького пароплава «Сассекс» без попередження, внаслідок чого загинули 50 пасажирів та екіпаж, вчергове посилило відносини зі США і 24 квітня Хольцендорф відновив своє розпорядження, вказуючи німецьким кораблям діяти відповідно до Лондонської декларації.
Рішення про відновлення необмеженої кампанії було прийнято 9 січня 1917 р. після відмови Великої Британії укласти мир у Західній Європі. Цього разу в кампанії вже взяли участь близько 120 підводних човнів, і британські втрати відразу різко зросли — до 564 497 БРТ у березні та 860 334 БРТ у квітні, втративши лише 9 німецьких підводних човнів. До припинення вогню 11 листопада, німецькі кораблі загалом потопили 2 753 882 БРТ із втратами 120 суден. Така ситуація призвела до краху німецької кампанії необмеженої підводної війни.
Повоєнний розвиток підводних човнів був тісно пов'язаний з умовами «холодної війни», які у формі технологічної гонки визначали розвиток в мирний час. Суперництво між США та Радянським Союзом, які підготували свої флоти до запланованого використання власних підводних човнів, сприяло їх розбудові. Фолклендський конфлікт, в якому аргентинські дизель-електричні підводні човни не досягли помітних бойових успіхів, проте довели, що малі підводні човни, навіть із традиційним рухом, здатні протистояти навіть у рази численніших ворогів.

## Міжвоєнний період
У період між Першою та Другою світовими війнами основні флоти зосереджувались на розробці кораблів, здатних виконувати розвідувальні місії, наступальному патрулюванні кораблів та співпраці з власними командами важкого надводного флоту. Мотивацією в цьому відношенні став досвід німецького імперського флоту — особливо в пізніший період Першої світової війни, змушений діяти в умовах сильної протидії союзних протичовнових сил. Проте кораблі, що розроблялись, були лише занурювальними установками з невеликими підводними можливостями, конструкція яких була оптимізована для роботи на поверхні. Під водою вони покладались на електродвигуни, що живляться від акумуляторів, які, в свою чергу, повинні були заряджатися на поверхні завдяки працюючим дизельним двигунам. За перемир'ям і Версальським договором усі держави-переможці в Першій світовій війні — Велика Британія, Франція, Італія, Японія та США — отримали новітні німецькі підводні човни після війни. Кораблі були ретельно досліджені для того, щоб визначити можливість використання їх конструктивних рішень на кораблях країн-переможниць. Найбільший вплив справили великі «U-крейсери» — перший французький океанічний тип « Requin», здебільшого отриманий з його німецьких прототипів.

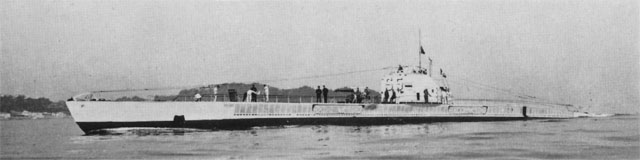
Французький тип «Морз» Реквін

Німеччина впливала на іноземні конструкції, також більш безпосереднім чином. У липні 1922 року, щоб обійти положення Версальського договору, що забороняє Німеччині будувати власні підводні човни, консорціум концерну Krupp та суднобудівний завод Vulcan створили компанію IvS у Нідерландах. Компанія, що працювала під керівництвом провідних німецьких конструкторів та використовуючи фінансову підтримку ВМС Німеччини, мала підтримувати німецькі здібності до розробки підводних човнів. IvS розробив споруди, які були побудовані для Туреччини, Фінляндії, СРСР, Іспанії та Швеції, та потай розробив прототипи прибережних типів IIA, IA великого радіусу дії та океанів VII типу для ВМС Німеччини.
У міжвоєнний період найбільші флоти побудували невеликі серії кораблів для задоволення поточних потреб та надання технічних даних для побудови майбутніх, кращих моделей. До середини 30-х років більшість цих флотів мали один або два основних типи кораблів. У США була зроблена спроба стандартизувати кораблі з метою пристосування їх до вимог Вашингтонського договору. Лише в 1934 р. США представили нову серію досить інноваційних кораблів типу Порпуаз, наступниками яких — типу Гато — були представники першого серійного американського типу кораблів Другої світової війни.

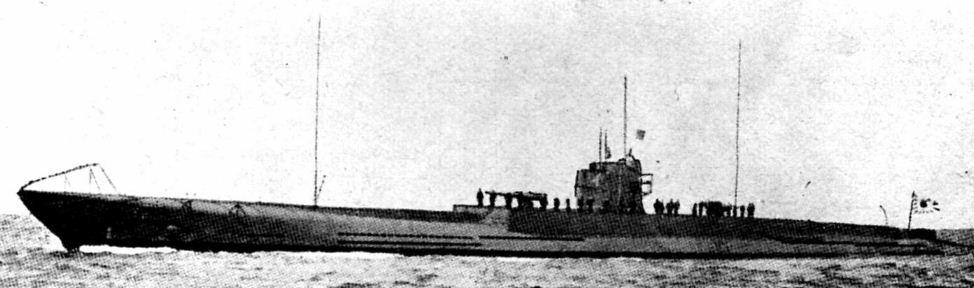
I-1 тип Юнсена

Японія інтенсивно розробляла великі структури океанського діапазону, щоб діяти як невіддільна частина великих морських бойових команд. Розроблений за участю німецьких конструкторів на базі німецьких підводних крейсерів попередньої війни, тип « Кайдай» перетворився на серію з 24 кораблів п'яти типів, побудованих між 1921 і 1935 роками. Ці кораблі мали водотоннажність від 1390 до 1635 стандартних тонн і мали запас ходу від 10 до 14 тисяч морських миль зі швидкістю 10 вузлів із можливістю працювати під водою протягом 36 годин зі швидкістю 2 вузли. Японія за допомогою німецьких інженерів також побудувала 8 великих підводних крейсерів типу Юнсен у 1924—1938 рр. Водотоннажністю 1970—2231 т і діапазоном експлуатації 24000 морських миль зі швидкістю 10 вузлів. Загалом було вироблено 46 великих кораблів водотоннажністю близько 2100 тон, що перетворилося на будівництво підрозділів типу Сен-току водотоннажністю 3530 стандартних тон гігантських свого часу. На відміну від США, Японія також розробила будівництво середніх кораблів, призначених для експлуатації в прибережних водах, а також експлуатується двома членами екіпажу мініатюрних підводних човнів, призначених для прихованих атак у портах.
У міжвоєнний період Франція побудувала три типи кораблів: великі океанські судна для операцій з флотом, менші кораблі для операцій у європейських водах та групу мін. 31 великий підводний човен «Redoutable» мав водотоннажність 1384 стандартних тони, максимальна дальність польоту — 10 000 миль при 10 вузлах на поверхні та 60 годин занурення у воду на 2 вузли. Серія менших патрульних підрозділів складалася з 12 кораблів водотоннажністю 600 тон, а потім 30 вдосконалених 630 тон, деякі з яких ще не були завершені до осені Франції в 1940 році. Французький флот також мав у розпорядженні найбільший у той час підводний човен у світі — «Суркуф», призначений для ведення торгової війни. Судно мало водотоннажність 2 880 стандартних тон на поверхні і мало дальність польоту 10 000 морських миль зі швидкістю 10 вузлів. Суркуф був оснащений 12 торпедними установками і 22 торпедами, 2 гарматами калібру 203 мм і зберігається в ангарі та гідролітаку, злітаючи з катапульти. Його структура також включала невелику кімнату для утримання в'язнів з перехоплених кораблів та моторний човен для транспортування запасів.
Радянське виробництво підводних човнів розпочалося в 1927 році. Таємна співпраця з німцями дала Радам доступ до проєктних даних німецьких типів UB III та Mittel-U. СРСР також відновив і ввів в експлуатацію затонулий британський L-55, який також надав доступ до британської будівельної інформації. СРСР також використовував інформацію про царські конструкції Івана Бубнова та останні американські агрегати типу Н, доставлені до царської Росії. В результаті інтенсивного розширення підводного флоту у вересні 1939 р. Радянський Союз мав найбільший у світі підводний флот.

## Друга Світова війна
Під час Другої світової війни підводні човни відігравали провідну роль, особливо радянські та німецькі підводні човни у водах Крайньої Півночі, німецькі підводні човни в Атлантиці, британські, німецькі та італійські підводні човни в Середземному морі, японські та американські підводні човни в Тихому океані.
Після успіху вторгнення Німеччини в Норвегію «Крігсмаріне» розпочало конвойні дії вздовж узбережжя Норвегії. Після вторгнення Німеччини в СРСР підводні човни радянського Північного флоту розпочали операції проти німецької навігації в північній Норвегії, і незабаром британські підрозділи, що діяли з радянської бази в Кольській затоці, приєдналися до радянських кораблів у цьому районі. Спільні операції тривали до 1944 р., коли британські екіпажі були перекинуті до Великої Британії, а їх кораблі передані СРСР. Антисудноплавні операції союзників на крайній півночі коштували німцям близько 500 000 тон вантажів — порівняно невелика цифра, враховуючи, що річна відвантаження вантажів перевищувала 6 мільйонів тон. Зусилля СРСР у підводної війні також були значною мірою спрямовані на боротьбу з транспортом між Швецією та Німеччиною. У 1942—1944 рр.радянські підводні човни затопили у Балтійському морі лише близько 20 кораблів загальною тоннажністю близько 40 000 БРТ, при цьому близько 1900 конвоювали на той час вантажопідйомністю 5,6 млн тон. Досягнення Червоною Армією сухопутних земель у 1944 році та поразка Фінляндії означали, що авіація почала відігравати все більшу роль у боротьбі з німецьким судноплавством. Попри це, німецькі втрати в цьому відношенні були відносно невеликими. Втрата німецьких позицій на Балтійському морі на початку 1945 р. Призвела до евакуації понад 2 млн. Солдатів і біженців. В цілому кампанія підводних човнів союзників проти німецького військового транспорту була одночасно неефективною і витратною (Радянський Союз втратив понад 40 підводних човнів, а західні союзники втратили 16). Німці протистояли збройним силам дуже ефективною системою радіоспостереження та досить потужним супроводом супроводжуваних кораблів. Середземне море було ще одним важливим театром воєнних дій для підводних сил. Осі сухопутні операції в Африці призвели до того, що поставки Німеччини повинні становити близько 100 000 тон на місяць. У березні 1942 р. німецький африканський корпус отримав морем 47 588 т запасів, а в квітні того ж року 150 389 т. Флоти Німеччини та Італії успішно супроводжували близько 80 % конвойованих кораблів, втративши два підводних човна і 7 есмінців.

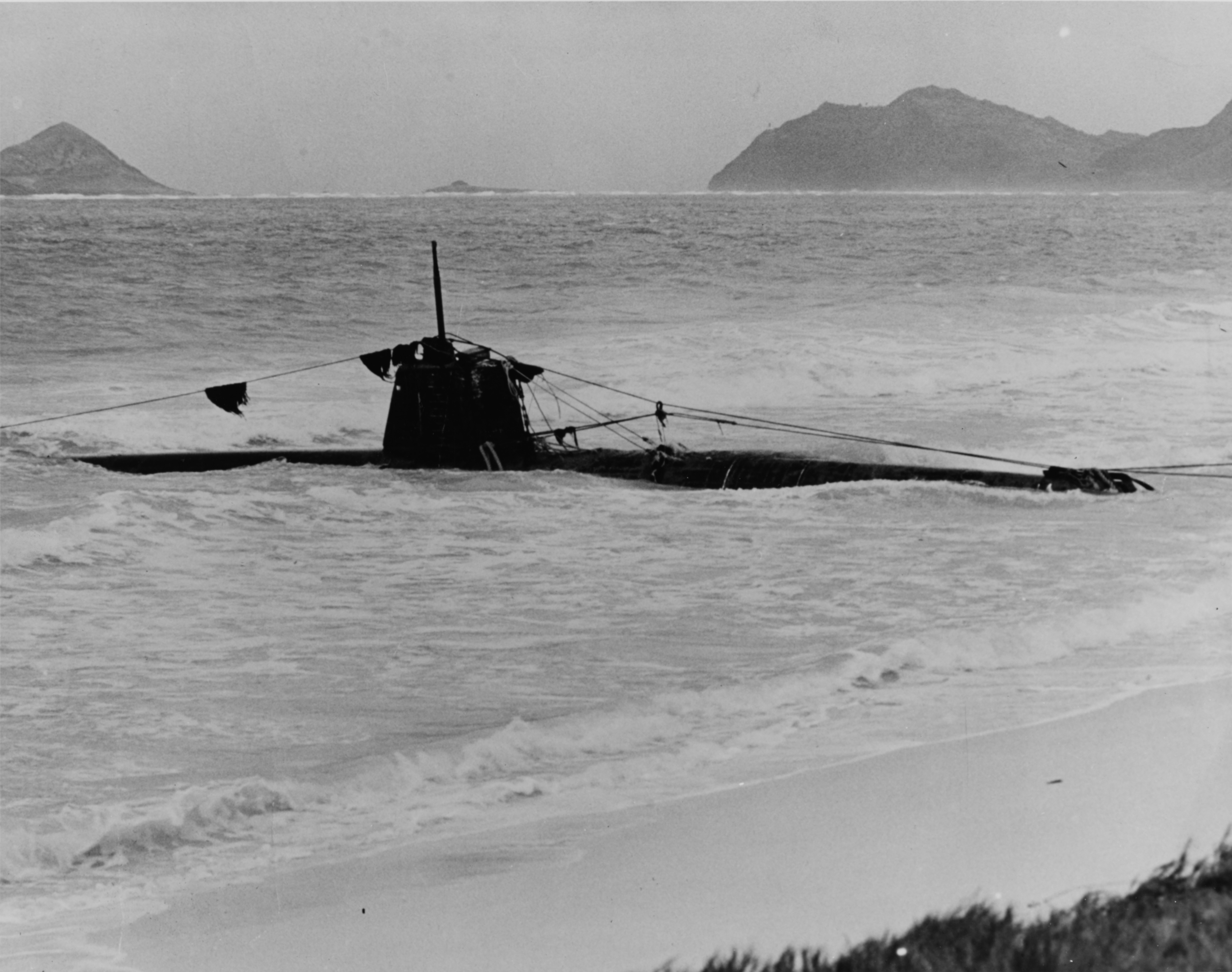
Японський мініатюрний підводний човен HA-19 вилетів на берег під час нападу на Перл-Харбор

Хід підводної війни на тихоокеанському театрі військових дій був зовсім іншим. Тут також підводні човни — переважно американські — були найефективнішими у боротьбі з ворожим судноплавством. Незабаром після того, як 7 грудня 1941 року японські авіаносці знищили американський флот на Гаваях, змусивши США вступити у війну, начальник військово-морських операцій ВМС США адм. Гарольд Старк направив наказ своїм підлеглим силам, сказавши: «Виконувати необмежену повітряну та підводну війну проти Японії» (Розпочати необмежену повітряну та підводну війну проти Японії). США офіційно вступили у Другу світову війну зі 111 підводними човнами на експлуатуванні та 73 на стадії будівництва. З оперативних підрозділів, станом на 7 грудня 1941 р., 51 знаходився в районі Тихого океану — 29 з них — на азіатському флоті, що базується на Філіппінах, і 22 призначені Тихоокеанському флоту з базою на Гаваях. На момент нападу японців на Перл-Харбор у військово-морській базі Перл-Харбор знаходилося п'ять підводних човнів, які знаходились на північний схід від т. зв. ряд лінкора. Інші в той час брали участь у офшорних операціях, а деякі інші знаходились біля західного узбережжя континентальної частини США, проходили ремонтні роботи, навчальні операції або перехід до Перл-Харбор-Америка. Наказ розпочати необмежену підводну війну після нападу на американський флот означав, що на кожну частину — військову чи транспортну — під прапором Японії слід нападати. Ця операція була повним провалом.
Довоєнні американські плани передбачали використання підводних човнів головним чином з метою розвідки проти важких кораблів флоту, в яких вони повинні були звітувати про пересування ворожого флоту і гальмувати його торпедними атаками. Через осадження більшості важких кораблів американського флоту на неглибокому дні Перл-Харбора роль підводних човнів змінилася. Американські підрозділи мали боротися з японським судноплавством, прагнучи нанести найбільшим можливим втратам японський флот. Майже два роки війни американський підводний флот зазнавав технічних проблем з торпедами, які не вибухали масово. На той час американські підводні човни були озброєні відносно новими торпедами, які до початку бойових дій виявилися ідеальними для випробувань і навчань із використанням манекенних боєголовок. Один за одним командири підводних човнів доповідали командуванню, що, попри стрільбу кількома торпедами по одній цілі і часто ідеальні попадання, торпеди не вибухали або часто проходили занадто далеко під ціллю.
Командування американського флоту, з іншого боку, повинно було визнати помилковість своєї довоєнної політики «жорсткої економії» проведення випробувань з використанням лише манекенних боєголовок — які надавали торпедам абсолютно різні характеристики і не відображали реальної ситуації в бою — а також секрету, який оточував магнітні детонатори Mk 6 до початку війни В результаті чого екіпажі підводних човнів не тільки не могли ознайомитись із новим типом запобіжника та практикувати його використання, але навіть до початку бойових дій вони ніколи про це не чули.
У липні 1943 року Gato- типу USS Tinosa виявив відмінну мішень: а 19262-тонний японський Китолов перетворений в танкер Tonan Мара Nr. 3 «- найбільше транспортне судно в Японії. Командир „Тинози“ Рендалл „Дан“ Даспіт — згодом віце-адмірал — повідомив, що він атакував японський корабель загалом 15 торпедами, і лише одна з них вибухнула біля корми корабля, знищивши його гвинт. Всі вони були хорошими, солідними хітами, і всі дури ! (Всі вони були хорошими, солідними хітами, і всі вони смоктали!). Однак незабаром помилки в конструкції торпед були виправлені, і японські кораблі та кораблі почали тонути (пізніше сама „Тиноза“ потопила 16 транспортних кораблів). „Перша кров“ була пролита американськими підводними човнами 16 грудня 1941 року кораблем USS Swordfish, який торпедував і потопив японський вантажний корабель вантажопідйомністю 8 662 тони біля узбережжя Індокитаю. У середині 1942 року ВМС США почали впроваджувати на борту своїх підводних радарів, що сканують поверхню моря, які змогли виявляти ворожі підрозділи вночі та в тумані, забезпечуючи автоматично повний набір даних для управління вогнем бортового комп'ютера (Torpedo Data Computer — TDC), який забезпечував можливість нападу на підрозділи, що не перебувають у зоні прямої видимості. Незабаром після цього ВМС США запровадили на підводних човнах радіолокаційні сканери повітряного простору разом із ворожими радіолокаційними пристроями для електромагнітних випромінювань, що збільшить шанс раннього виявлення ворожих літаків, щоб підводний човен міг сховатися від них шляхом занурення в воду. Тим часом 26 січня 1942 р. USS Gudgeon отримав звістку від Тихоокеанського флоту командира підводних човнів (ComsSubPac) про японський підводний човен, який незабаром повинен перетнути шлях американського корабля, повернувшись з патруля на свою базу в Японії. Вже наступного ранку оператор ехолота „Gudgeon“ виявив ворожий корабель, що рухався по поверхні зі швидкістю близько 15 вузлів. Командир підрозділу наказав запустити 3 торпеди на імператорський корабель, потопивши тим самим 1785-тонний І-73. Це був перший у історії військовий корабель, потоплений американськими підводними човнами. У міру просування війни, попри понесені втрати, кількість американських підводних човнів почало збільшуватися, що дало змогу змінити тактику та прийняти німецьку концепцію „стада вовків“, в якій кілька підводних човнів діяли разом в одному районі ймовірного проходу японських підрозділів, координуючи свої напади з метою підвищення їх ефективності.

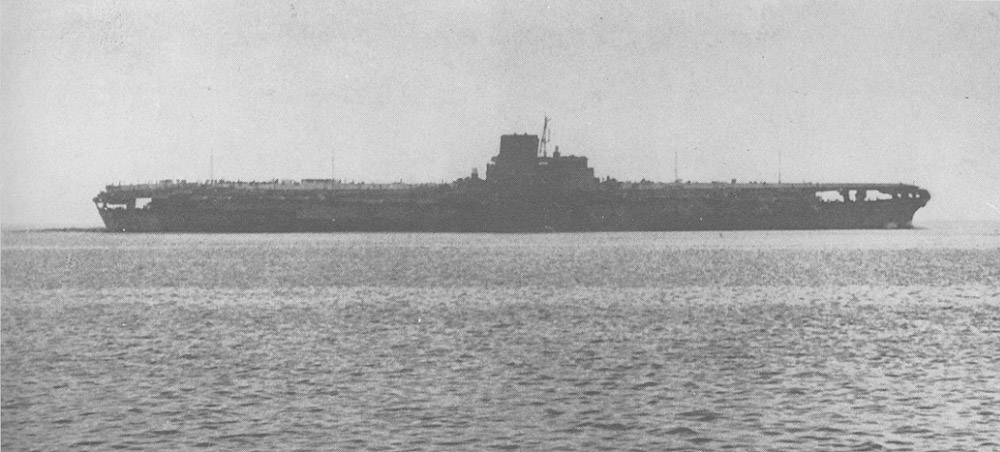
Авіаносець»Шинано" під час випробувань, незадовго до торпедування УСС «Арчерфіш»

Підводний флот США досяг чудових результатів, затопивши 55 % загального тоннажу вантажних кораблів Японії та 29 % військових кораблів, втрачених Японією під час війни, що є чудовим результатом, враховуючи, що кількість моряків на американських підводних човнах становила лише 1,6 % всього флоту США. Ці втрати фактично завадили Японії ефективно вести війну. Крім того, ті самі американські підводні човни потопили 214 японських військових кораблів, у тому числі: один лінкор, чотири великих авіаносці та чотири супровідні авіаносці, 12 крейсерів, 42 есмінці та 23 підводні човни. Три японські підводні човни були потоплені кораблем USS Batfish за чотири дні. Також протягом чотирьох днів інший американський підводний човен USS Harder потопив 3 есмінці. Sealion потопив лінійний корабель" Конго" та есмінець за одну атаку, і USS Archerfish послав найбільший у світі — до повоєнних американських ядерних суперносіїв — японський носій" Shinano" водотоннажністю 62 000 тон, він був у своєму першому плаванні через 10 днів після введення в експлуатацію. Дії американських підрозділів у Тихоокеанській підводній війні були одним з наріжних каменів американського успіху у війні з Японією, але цей успіх був оплачений втратою 52 підводних човнів.
Завдяки величезному простору Тихого океану він оснастив свої підводні човни дуже великою дальністю і швидкістю. Багато з них змогли проплисти понад 20 000 миль і пробути в морі більше 100 днів. Японський флот був єдиним із флотів Другої світової війни, що мав діючі підводні човни з літаками. Він також запровадив на службу кораблі з дуже високими підводними швидкостями — навіть перевищуючи швидкості німецьких кораблів типу XXI. У поєднанні з чудовими — напевно, найкращими на той час торпедами типу 95 у світі — технологічний рівень японського підводного флоту був дуже високим. Беручи до уваги розмір флоту, дальність і швидкість кораблів, а також якість торпед, японські підводні човни досягли напрочуд мало чого у Другій світовій війні. Причиною цього було, мабуть, залучення японських противоєнних підводних човнів, які порівняно з транспортними кораблями були швидкими, маневреними та добре захищеними. Морська доктрина Японії була побудована навколо концепції боротьби в одній вирішальній битві, як це робила Японія 40 років тому в Цусімі.

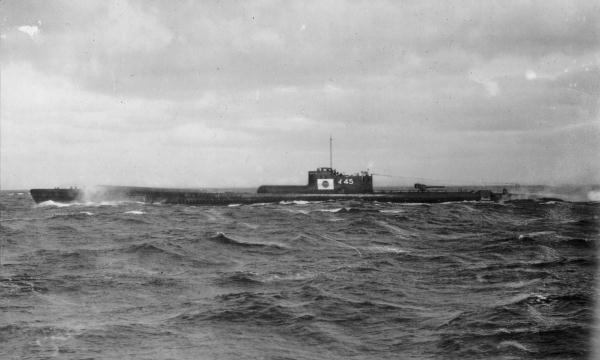
Японський I-45 Тип B, 29 грудня 1943 року

Як і в довоєнних американських планах, в японській морській стратегії підводні човни мали виконувати функції розвідників, що передували великим підрозділам лінії, головним завданням яких було знаходити, відстежувати та атакувати ударні групи флотів союзників. Такий підхід справді мав великий успіх у 1942 році, коли японські підводні човни потопили два великі авіаносці, крейсер, кілька есмінців та інші кораблі, і пошкодили два лінкори, один носій та крейсер. Розвідка, технології, методи та чисельність союзників постійно вдосконалювались, і японські підводні човни ніколи не повторювали такого масштабу успіху. З цієї причини передбачається, що японські підводні човни можна було б краще використовувати, якби вони використовувались для протидії союзним кораблям і патрулюванню ліній постачання союзників, а не ховалися за межами морських баз союзників. Загалом японські підводні човни потопили 184 кораблі загальною місткістю 907 000 БРТ, що значно менше, ніж німецькі, американські та навіть британські кораблі. Дуже ймовірно, що можлива широкомасштабна кампанія підводних човнів проти судноплавства США вздовж західного узбережжя США, на виході з Панамського каналу, на підходах до Гаваїв, Нової Зеландії, Австралії та поблизу Індії, коштувала б союзникам набагато більше, ніж насправді постраждала. Втрата значної кількості транспортних кораблів та необхідність розпорошити протичовнові сили на величезній території південної та центральної частини Тихого океану з метою захисту шляхів сполучення, мабуть, мали б набагато більше негативних наслідків для США — особливо в 1942 р. — ніж у випадку зі стратегією, прийнятою японським командуванням. З іншого боку, Японія воювала із США та Великою Британією — двома країнами, що переживають жорстокий конфлікт із сотнями німецьких підводних човнів в Атлантиці; країни, які виділили величезні ресурси на дослідження та розробку протичовнової зброї. В результаті в червні 1944 року ВМС США потопили японський І-52, використовуючи зчитування японських повідомлень для визначення маршруту.

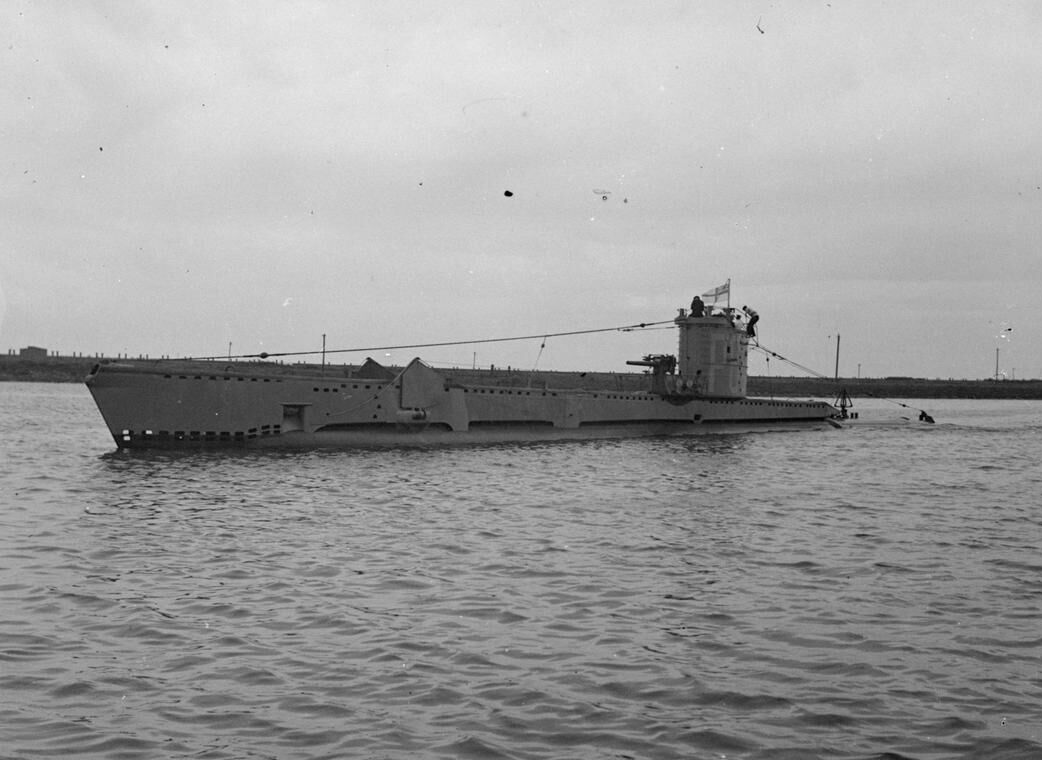
Британський HMS «Venturer»

Насправді Гітлер і Третій Рейх були неготові вести морську війну проти союзників, і тому змушені були вдатися до бою з дешевими серійними підводними човнами вдруге у 20 столітті. Німецькі підводні човни насправді були не чим іншим, як трохи модернізованим військовим кораблем Першої світової війни. Основним підводним човном Другої світової війни був тип VIIC водотоннажністю 770 тон, що представляло собою вдосконалену та збільшену версію кораблів типу UB III, що надійшли на озброєння в 1917 році.

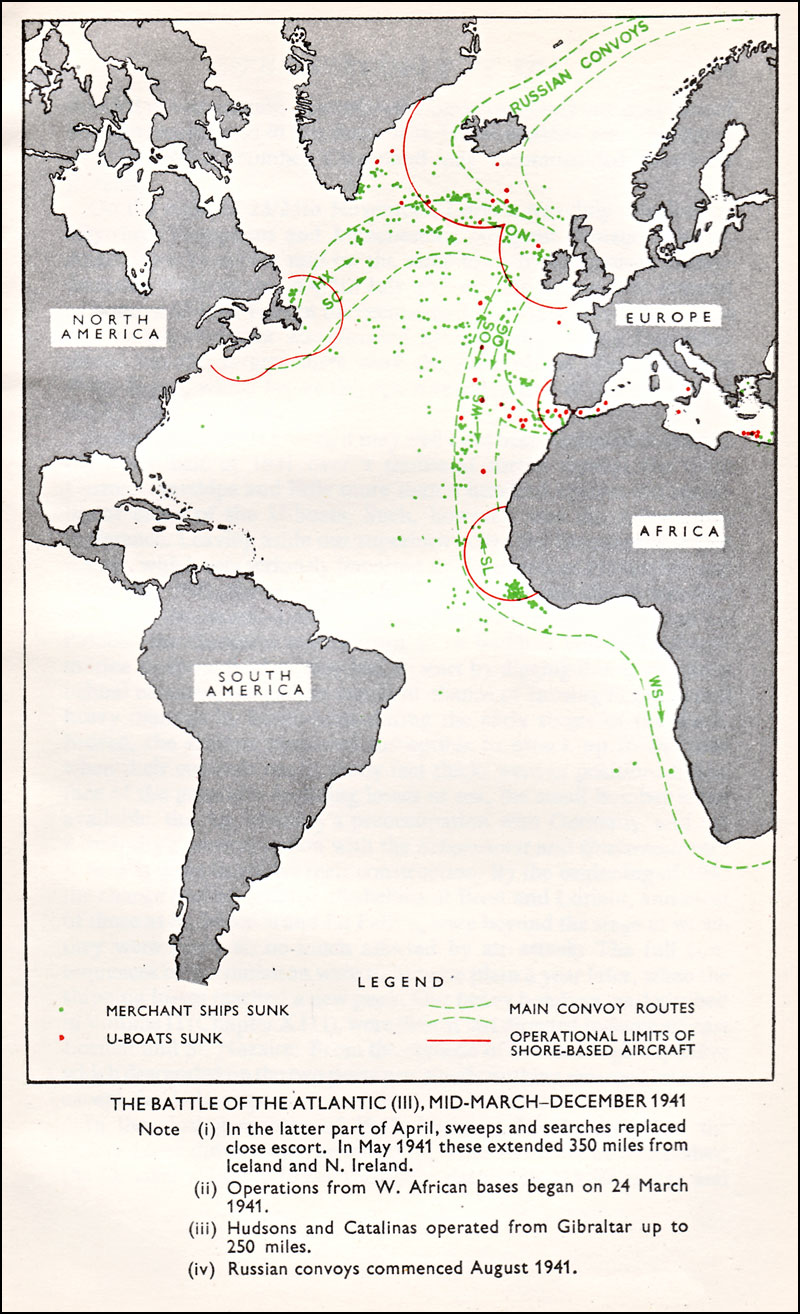
Стандартні маршрути конвоїв в Атлантичному театрі Другої світової війни

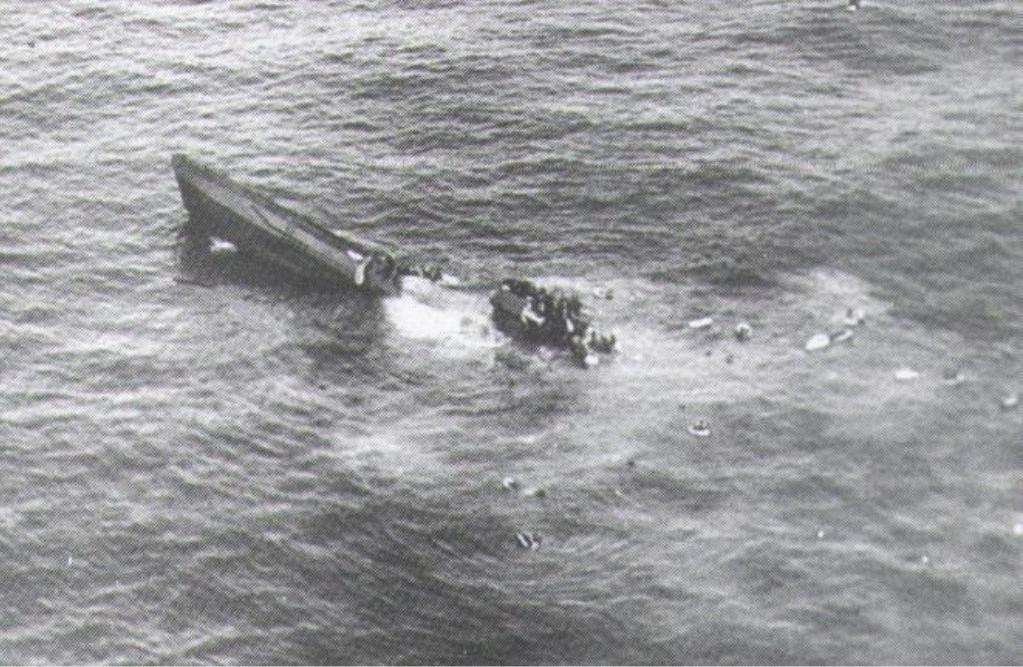
Тоне після бомбардування VIIC типу U-625.

Німці провели війну проти контрольованого Британією торгового судноплавства, щоб змусити країну голодувати і змусити її уряд скласти зброю. Головнокомандувач німецьким підводним флотом адмірал Карл Деніц, описав це як «тоннажну війну». Стратегічною метою було скинути якомога більше тоннажу швидше, ніж британці могли замінити його новими кораблями, щоб викликати транспортну кризу «Тоннажна війна» з британським флотом у 1939—1941 рр. З різних причин виявилася фіаско. Не вистачало підводних човнів, і ті, що були у власності, мали стільки вад і дефектів, що не були придатними для покладеного на них завдання. За цей період U-Boats потопили 1125 кораблів ємністю близько 4,5 млн. БРТ, але Британське Співтовариство з лишком компенсувало ці збитки завдяки роботі власних верфів, закупівлям у США, взявши під контроль флоти країн, окупованих Німеччиною, таких як: Норвегія, Франція, Бельгія, Польща, Югославія, Нідерланди та Греція, а також секвестр і захоплення багатьох кораблів « Осі». Наприкінці 1941 р. британський та контрольований Великою Британією торговий флот, включаючи танкери, був на 3 млн. БРТ більшим, ніж у 1939 р.. Вступ США у війну наприкінці 1941 р. дозволив Німеччині відкрито атакувати мало або взагалі не захищалося кораблі у водах південно-східного узбережжя Америки, де з грудня 1941 р. По серпень 1942 р. німецькі підводні човни потопили 3 млн кораблів БРТ. З іншого боку, вона започаткувала гігантську і безпрецедентну програму будівництва вантажних кораблів типу Liberty і мобілізувала величезний потенціал США для протичовнових сил та заходів. Величезне значення набув також технологічний розвиток у галузі противодного озброєння. Напавши звідусіль, британці, зіткнувшись з надзвичайно складною ситуацією, почали використовувати в боротьбі проти німецьких підводних човнів злам кодів військово-морської версії Enigma, точну наземну мережу високочастотних радіошукачів (Хафф Дафф) і мініатюризували ці пристрої, щоб їх можна було встановлювати на кораблі та кораблі вони також мініатюризували радар, щоб його можна було встановити на борту літаків для виявлення німецьких підводних човнів, які більшу частину часу проживають на поверхні. США представили консолідовані далекі літаючі катери Catalina та протичовнові торпеди Mark 24 Fido, ідеально підходять для тих часів. Методи союзників виявлення та відстеження кратуться німецьких кораблів дозволили не лише фізично боротися з підводними човнами, але й уникати їх конвою.

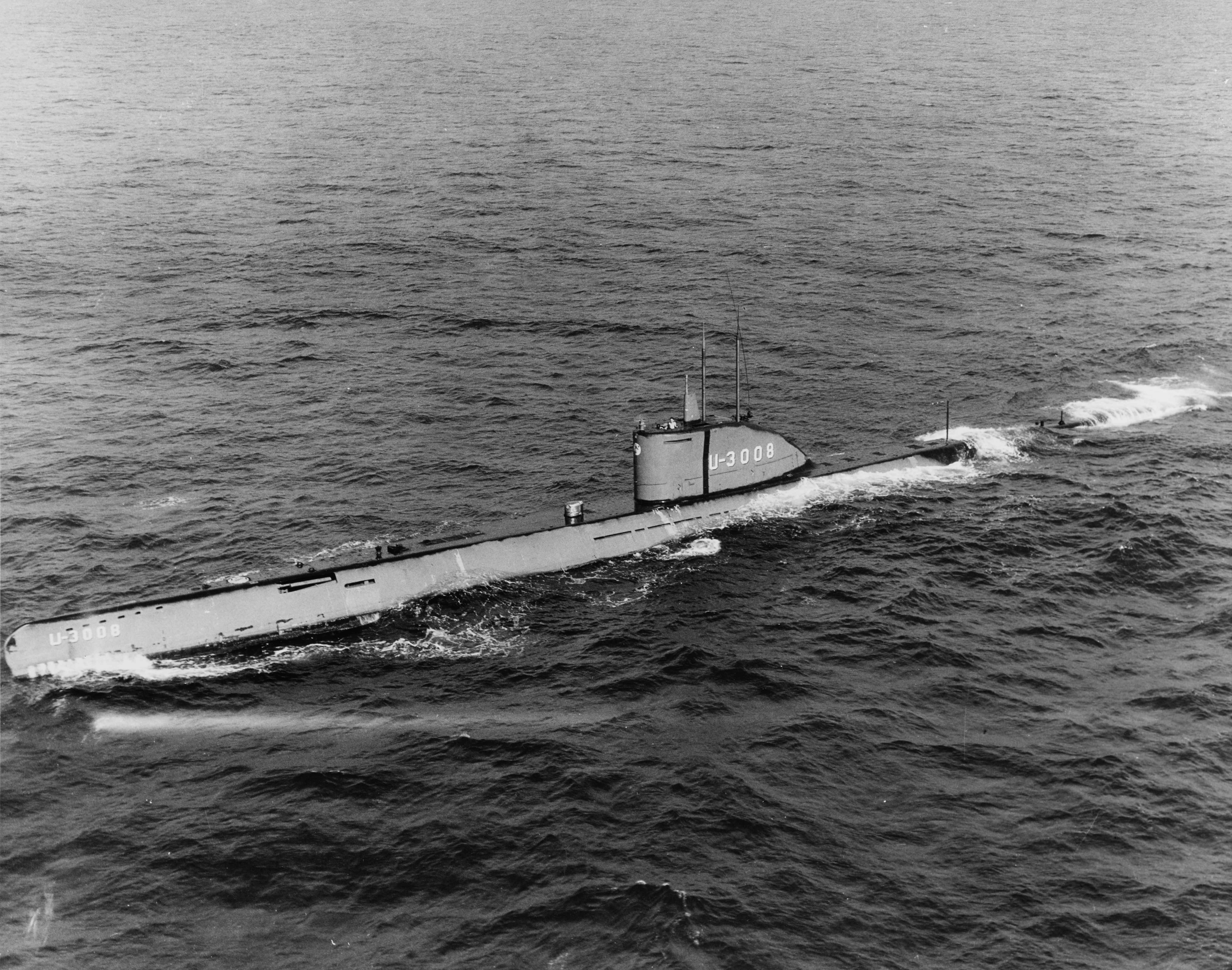
U-3008 тип XXI

Іншим поворотним моментом стала поява німецьких кораблів типу XXI, також відомих як «Електроботи», під час Другої світової війни. 19 квітня 1944 року в Гданську було спущено на воду U-3501 типу XXI — перший корабель, здатний на тривалий час занурюватися, із підводною швидкістю (17,2 вузла), що перевищує поверхневу швидкість (15,6 вузла), і зі швидкістю 5, 5 вузлів можна занурити на 320 морських миль (595 км), що було безпрецедентним досягненням у галузі тривалої здатності підводного плавання.
Вперше в історії кораблі цього класу могли стати справжніми підводними човнами, що довго літають, а не просто звичайними надводними кораблями, які майже весь свій час проводять на морській поверхні. Суднобудівна програма цього типу була взята на заміну програмі суднобудування, розробленій Хельмутом Вальтером. Кораблі цього типу не зуміли вплинути на хід бойових дій, але вони стали взірцем для всіх післявоєнних підводних споруд.

## Холодна війна
У період « холодної війни» домінувало суперництво двох наддержав — США та Радянського Союзу. Суперництво між двома країнами задає тон технічному розвитку в галузі будівництва та експлуатації підводних човнів. 9 лютого 1946 року Сталін дав те, що Вільям Дуґлас, суддя Верховного суду США, назвав «оголошенням Третьої світової війни». Радянський диктатор заявив, що комунізм і капіталізм не можуть співіснувати разом і що одного разу вони повинні зіткнутися з прямим зіткненням, отже, він вирішив припинити будь-яку торгівлю із Заходом і почати будувати сучасну зброю, як би це не коштувало Радянському Союзу.

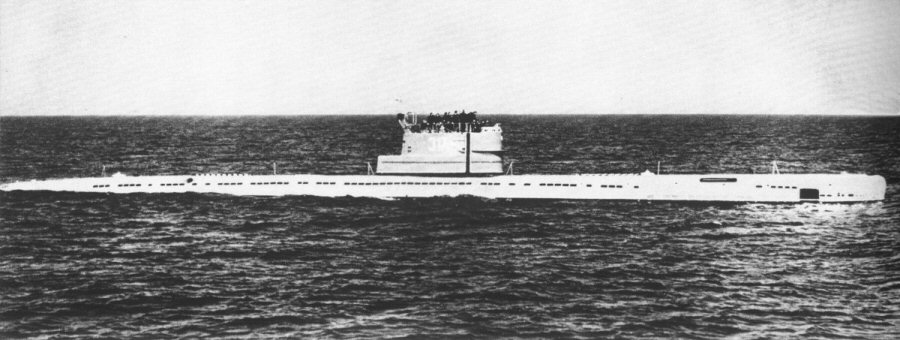
Підводний човен проєкту 613 на службі ВПС ВМС ПРЛ «Орзел»

Після Другої світової війни Радянський Союз продовжив свою масштабну програму будівництва підводних човнів. Хоча після дослідження захоплених німецьких підводних човнів американські спеціалісти зазнали певного розчарування Типом XXI, радянські конструктори вирішили продовжити цю лінію розробки. ВМС США припустили, що СРСР розпочав серійне виробництво аналога типу XXI, і в 1948 році один із радянських адміралів заявив про намір побудувати 1200 підводних човнів.

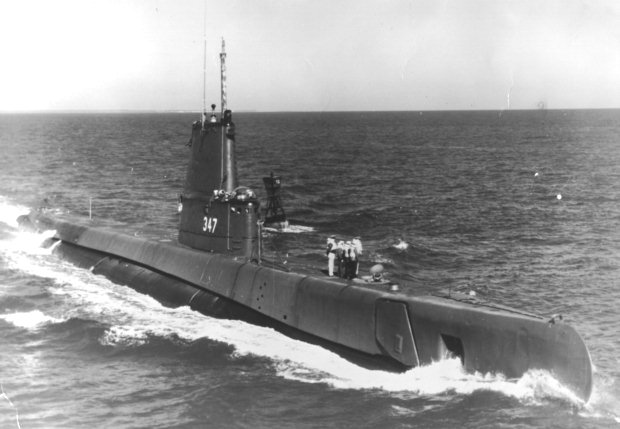
USS Cubera після модернізації

Інші дані розвідки цього періоду свідчать про те, що масове виробництво в Радянському Союзі ще не розпочалося, що, однак, трактувалось як очікування країною освоєння технології кораблів типу XXVI, що перевершують тип XXI. Насправді радянський еквівалент типу XXI — прототип Проєкту 613 (код НАТО : Віскі) з'явився у 1949 році, а через три роки на озброєння надійшли кораблі проєкту 611 більшої дальності (НАТО: Зулу). У Радянському Союзі було 345 кораблів, з яких лише 47 еквівалентні американським кораблям класу GUPPY. З цього моменту темпи радянського виробництва зростали, але він ніколи не досягав прогнозованих темпів виробництва в сто і більше одиниць на рік. У 1956 р. США підрахували, що СРСР побудував 160 підводних човнів, однак лише 76 були добудовані з піковим рівнем виробництва в році. До цього моменту радянська програма побудови винищувачів на атомній енергії вже була на передовій стадії, що могло становити реальну загрозу.

### Революція Альбакор

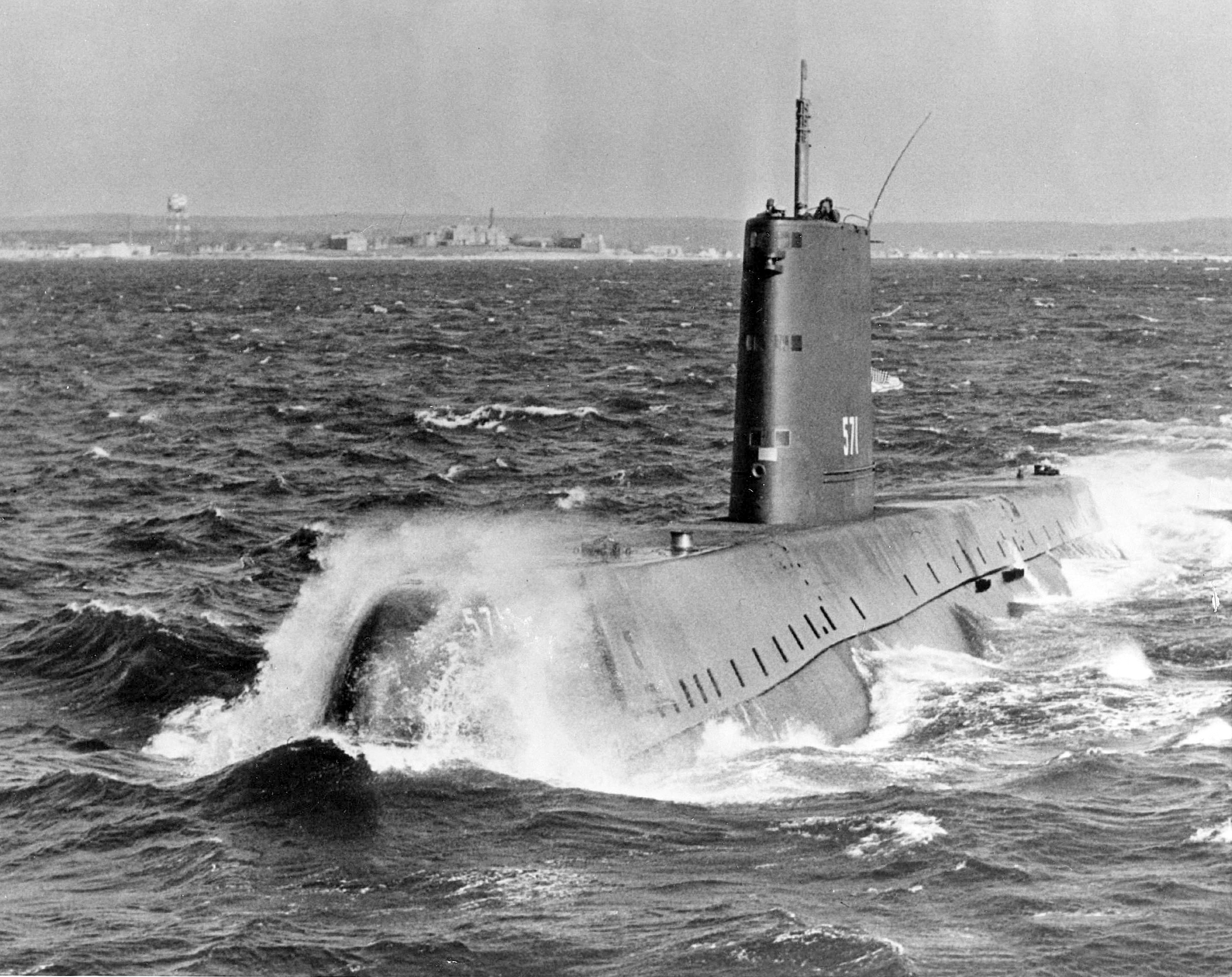
USS Nautilus під час морських випробувань

Конструктори кораблів Третього рейху пишалися можливістю випробовувати вдосконалені корпуси підводних човніві, але незабаром після війни американці виявили, що знання німецьких інженерів та конструкторів про гідродинаміку цього класу кораблів були в кращому випадку поверхневими. Форма корпусу німецьких швидкісних кораблів визначалася внутрішньою «вісімкою», що робило його набагато глибшим, ніж широким, насправді це було лише раціоналізацією, а не оптимізацією. Німці зіткнулися з проблемою нестабільності корабля на великих підводних швидкостях, з якою вони не змогли впоратися до кінця війни. Без вирішення цієї проблеми, незалежно від використовуваної рушійної системи, неможливо побудувати оперативно придатний швидкий корабель.

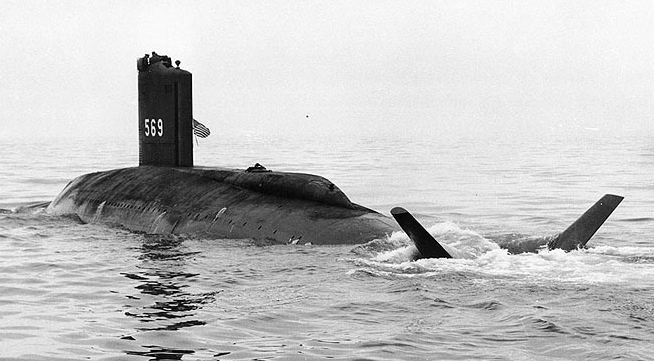
USS Albacore, тут відбудована корма для експериментів з експериментальним хвостом «Х»

Серія програм розглядала рух різних типів електростанцій, включаючи систему Вальтера з внутрішньою камерою конденсаційного циклу, зовнішню камеру конденсаційного циклу, напівзакриту циклічну газову турбіну, газотурбінна та дизельний двигун із замкнутим циклом. У той же час програма проєктування та будівництва рушійного ядерного реактора триває вже кілька років. Американські дослідження довели, що не можна будувати кораблі з високими підводними швидкостями, не вирішуючи багатьох проблем, пов'язаних з гідродинамікою корпусу. Тож було вирішено провести серію емпіричних випробувань на реальному судні, побудованому в природних масштабах. 1953 року розпочалася серія інтенсивних випробувань, поєднаних з численними переробками агрегату, щоб адаптувати його до різних конфігурацій вертикальних і горизонтальних рулів, конусів та інших частин корпусу, які потім проходили комплексні випробування.
«Альбакор» був повністю революційним кораблем : корпус мав форму, оптимізовану для підводних операцій, один гвинт та електричні батареї з дуже великою ємністю, що дозволяють мати дуже високу підводну швидкість (хоча і короткочасну). Корабель з новою формою корпусу також продемонстрував чудову маневреність. Подальші дослідження призвели до ряду вдосконалень в системах управління судном, зробивши корабель більш схожим на літак, ніж на водний корабель, як раніше розуміли. «Альбакор» багато разів перебудовувався, особливо на кормі, що отримало повністю інноваційний експериментальний тип «Х» хвоста. Також було випробувано кілька різних типів гвинтів та рулів, різні форми конусів, гідродинамічні гальма та новий тип ехолота. Застосоване рішення форми корпусу зробило корабель набагато більш динамічно стабільним у всіх діапазонах швидкостей, полегшило занурення та значно збільшило маневреність по відношенню до кораблів раніше звичайної форми. еред іншого було проаналізовано, чи для цього типу ситуації судно повинно мати можливість вільно маневрувати, чи його слід захищати від неконтрольованого збільшення осадки. Це було метою встановлення та подальших випробувань заглибних гальм. Гідродинамічно оптимізований краплеподібний корпус, розроблений в рамках дослідницької програми Albacore, став стандартом, що застосовується — у більш-менш подібній формі — не тільки в американських ВМС, але незабаром і на всіх флотах світу. У той же час робота по будівництву першої у світі атомної підводного човна наближалася до завершення.

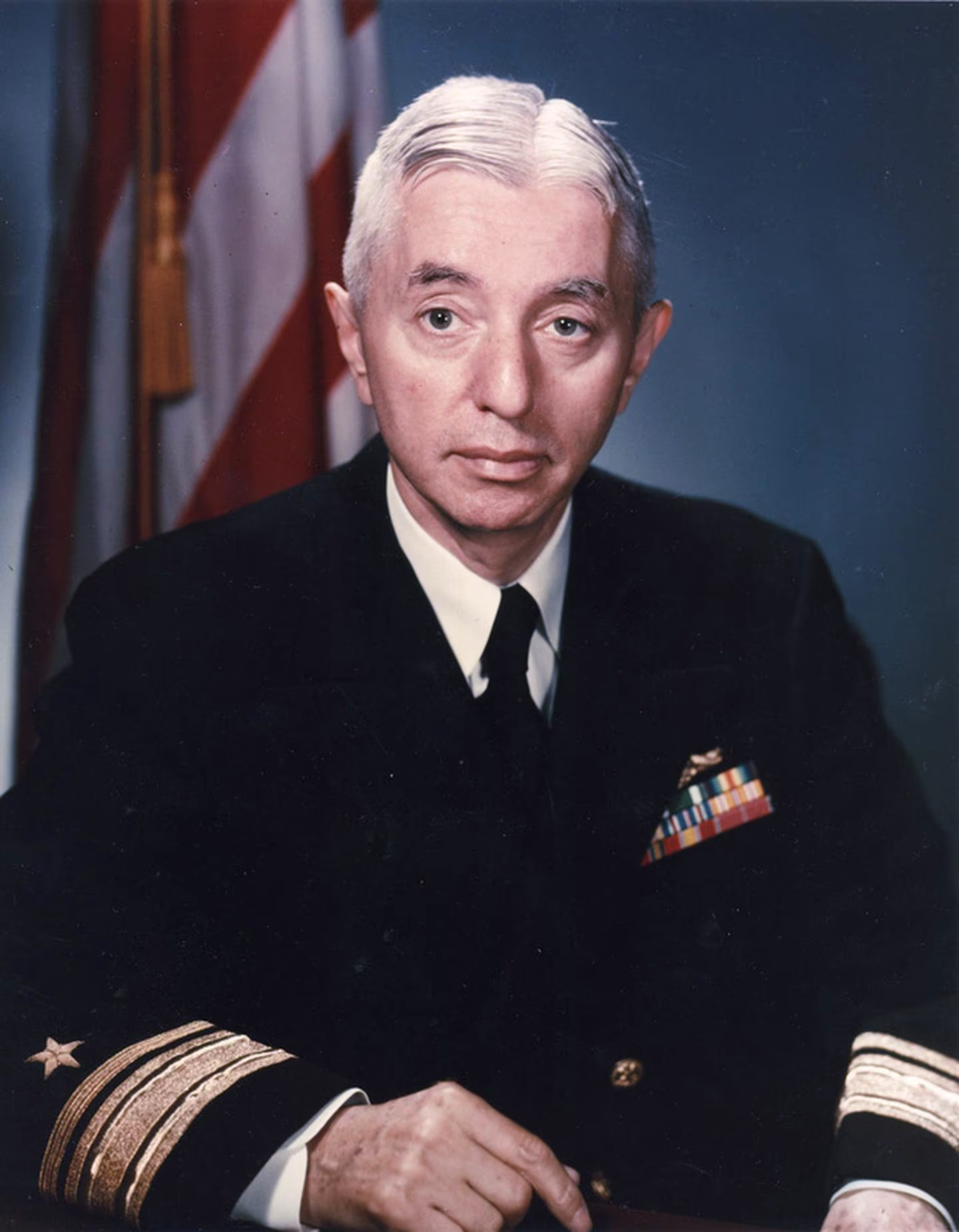
Адмірал Хайман Ріковер у 1955 році

Витоки американської програми ядерного руху сягають 1939 року, коли один з провідних американських фізиків, доктор Джордж Пеграм з Колумбійського університету, звернувся до Адма. Гарольд Г. Боуен, керівник Інженерного бюро морських пар США, яке контролює Морську дослідницьку лабораторію (NRL), з проханням зустрітися з морськими вченими для обговорення практичного використання синтезу урану. Результатом стало створення перших планів побудови ядерної силової установки для кораблів ВМС США Одним із п'яти людей, яких флот призначив для ядерної програми, був інженер Хайман Ріковер, який незабаром взяв на себе всю американську програму ядерного руху і керував нею протягом 4 десятиліть, фактично керуючи всім розвитком американського підводного флоту — звідси і назва сьогодні він є «батьком ядерного флоту». На чолі з реакторами відділу Рікковера, що керують Військово- Морським Управлінням США,ядерний реактор S2W, який був встановлений на першому кораблі цього типу USS Nautilus, який був спущений на воду в 1954 р..
30 грудня 1954 р. корабельна атомна електростанція була вперше введена в експлуатацію, а 17 січня 1955 р. Корабель покинув причал. Попри незначні проблеми, які швидко були усунені, корабель продовжував рух по річці Темзі.
3 серпня 1958 р. «Наутілус» був першим кораблем, який здійснив плавання під Північним полюсом, і випробування корабля та проведені з ним військові ігри швидко довели величезну перевагу ядерних кораблів над суднами з класичним рухом. Протичовнові навчання з використанням «Наутілуса», які проводили як американський, так і британський флот, показали, що англо-американські сили, досвідчені у боротьбі з підводними човнами, безпомічні проти таких швидких підрозділів під водою. Лише під час навчань «Страйкбек» у 1957 році «Наутілус» «потопив» 16 водних одиниць, які брали участь у навчаннях. ВМС США усвідомлювали, що мирна економіка країни не зможе відповідати морській радянській економіці за темпами будівництва підводних човнів, і американський флот незабаром може зіткнутися з радянським флотом з великою кількістю таких кораблів. У серпні 1957 року на радянському " заводі № 402 " (суднобудівний завод «Сієвмаш») у м. Сєверодвінськ була спущена на воду перша радянська атомна підводний човен К-3 «Ленінський комсомол» проєкту 627. Конструкція виявилася не надто вдалою, тому конструктори радянського конструкторського бюро SKB-143 швидко зробили зміни до конструкції, і перероблені кораблі пішли у виробництво під позначенням 627A, яке було позначене в листопаді в кодексі НАТО.
Радянські роботи над ядерним рухом корабля починаються з 1946 року, коли видатний радянський фізик П. Л. Капиця запропонував ядерний рушій для кораблів. Капиця, директор Інституту фізичних проблем, відмовився брати участь у радянській програмі ядерної зброї, як і програма ядерного руху для кораблів. Натомість його було усунуто від посади і замінено Анатолієм Александровим (Капиця повернувся на цю посаду після смерті Сталіна). Через спротив Лаврентія Берії Александров не зміг розпочати роботу з ядерного руху до кінця радянських робіт над атомною бомбою, коли Радянський Союз почав шукати шляхи доставлення ядерної зброї до цілі. 1952 року Сталін офіційно схвалив запуск проєкту розвитку атомних підводних човнів. Конструкція кораблів проєкту 627А, яка була остаточно розроблена, не була, як американська, заснована на існуючих конструкціях підводних човнів з дизель-електрикою, але використовувався абсолютно новий обтічний корпус, щоб повністю дозволити використовувати потужність атомної електростанції. 4 червня 1958 р. К-3 здійснив свій перший круїз на атомній енергії; 17 січня 1959 р. було вирішено виділити цей агрегат лише для експериментального використання.

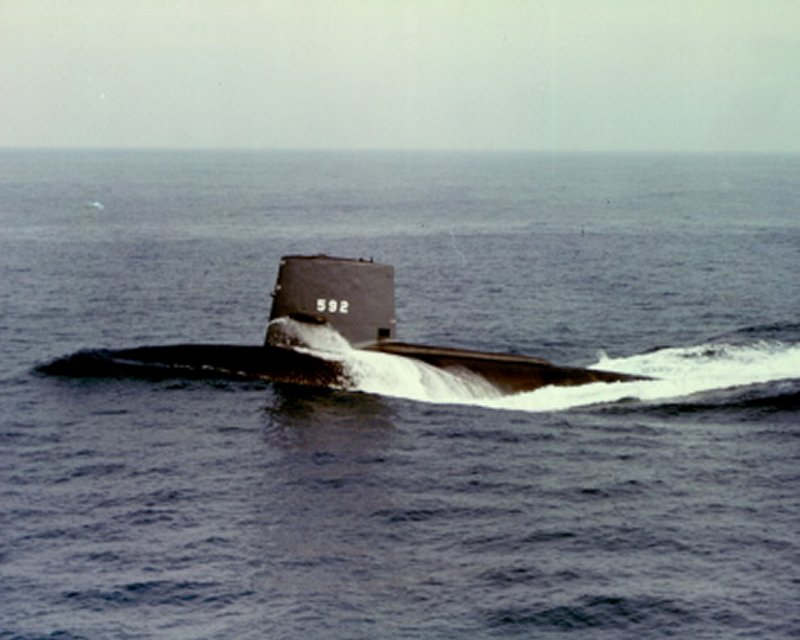
USS Snook Skipjack

США дотримувались позиції, що СРСР здатний будувати підводні човни такими темпами, яких неможливо досягти в США. Було визнано, що єдиний можливий спосіб для американських підводних човнів протистояти флоту Радянського Союзу — підтримувати американську технологічну перевагу, щоб урівноважити радянську перевагу. У 1959 р. на озброєння надійшов перший корабель абсолютно нового типу, що поєднує випадаючий корпус « Альбакор» з ядерним рушієм. При швидкості 33 вузли під водою підрозділи « Скіпджек» були найшвидшими на той час підводними човнами у світі, але вони виявились занадто галасливими для вимог ВМС США, тому після побудови 6 одиниць цього типу ВМС США змінили свої плани. В результаті змін конструкції було створено абсолютно новий тип корабля, відомий від назви першого підрозділу як Молотарка. Використання жорсткої сталі HY-80 у конструкції корпусу дозволило структурно збільшити випробувальну глибину цих агрегатів до 400 метрів, додаткове обладнання цих кораблів та набагато краща їх звукоізоляція зробили кораблі типу Thresher трохи повільнішими, ніж блоки Skipjack.
Що стосується ВМС США, то швидкість під водою була важливим параметром для радянського флоту. Одним з найважливіших завдань радянських підводних човнів була боротьба з американськими та британськими авіаносцями, тому кораблі, які мали виконувати це завдання, повинні були мати швидкість підводного човна, яка дозволяла їм наздоганяти ударні групи західного флоту. 1958 року, коли перший радянський атомний підводний човен вийшов у море, Рада міністрів СРСР затвердила попередні вимоги до нових швидкісних кораблів нового покоління. Основні положення нового проєкту полягали у подвоєнні швидкості (порівняно з кораблями 627А), в 1,5 рази глибині занурення, оснащенні малим ядерним реактором і малою турбіною, оснащенні заглибною ракетною системою малого розміру з великою дальністю, управління кораблем з повністю автоматизовані системи та можливість використання бойових систем корабля на повній швидкості, підвищення захисту корабля від мін, торпед та ракет, зменшення загального водотоннажності корабля та поліпшення умов життя екіпажу.

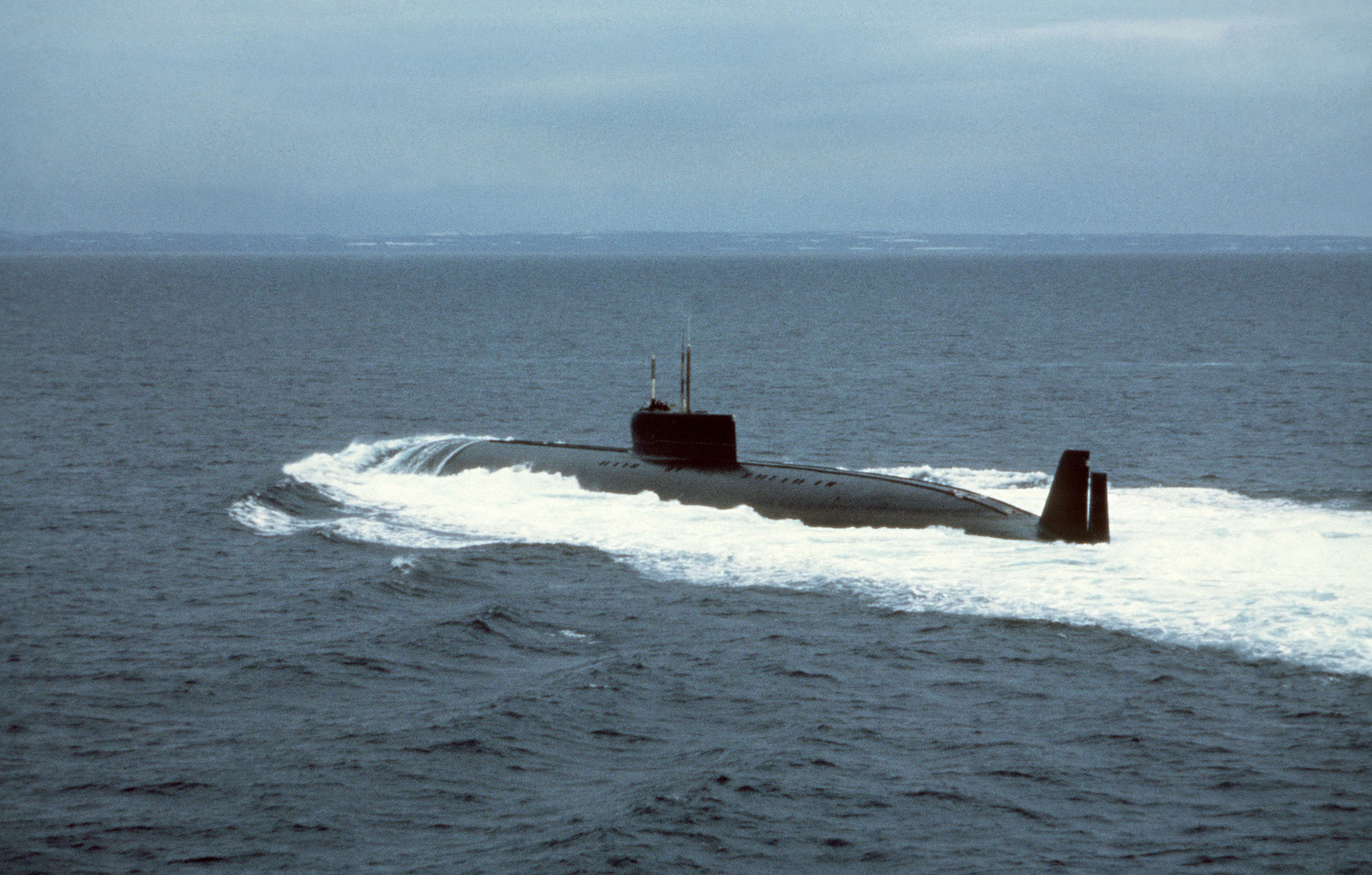
К-162 26 жовтня 1983 року.

Згідно з цими припущеннями, мали бути побудовані кораблі проєкту 661 (код НАТО: Папа), а потім 705 (НАТО: Альфа). Після завершення складного процесу проєктування та будівництва перший корабель проєкту 661 з тактичним позначенням K-162 надійшов на озброєння в 1969 році. Тести агрегату виявили його чудові характеристики. Вже під час випробувань він досяг підводної швидкості 42 вузла, використовуючи 90 % потужності, тоді як проєктна специфікація «гарантувала» швидкість від 37 до 38 вузлів. 1970 року, використовуючи максимальну потужність двигуна, корабель досяг швидкості 44,7 вузла — найвищої швидкості, яку коли-небудь досягав пілотований підземний апарат. Однак цей підрозділ мав суттєві недоліки, що визначали не тільки його долю, а й припинення виробництва нових кораблів цього проєкту. Остаточно корабель був виведений з експлуатації, а потім вирізаний на металобрухт у 1993—1994 роках. Це була філософія, діаметрально відмінна від тієї, яку в цьому відношенні представляв американський флот, перш за все адмірал Рікковер, який, попри численні тиски з боку морських офіцерів, був категоричний, що це людина зі своїми знаннями, розумом, досвід і навіть інтуїція безпечніші для корабля, ніж машини. Це однозначно виключало автоматизацію роботи електростанцій, побудованих «Морськими реакторами», дозволяючи автоматизувати лише в області пристроїв управління — приймаючи рішення суто на розсуд людини. Особливо в 1960-х У 1980-х роках ВМС США відчували дуже великі кадрові проблеми, пов'язані з необхідністю укомплектувати велику кількість суден, що вводяться в експлуатацію. Однак вона ніколи не шукала вирішення кадрових проблем, істотно підвищуючи ступінь автоматизації суден. Останні комп'ютеризовані типи американських підводних човнів — введені в експлуатацію наприкінці 20 століття і вже в 21 столітті — скоротили кількість членів екіпажу лише на п'ять відсотків порівняно з кількістю екіпажів двадцять п'ять років тому. Насправді така ситуація є задовільною для американських ВМС, навіть найсучасніші винищувальні кораблі типу « Морський вовк» та « Вірджинія» її не змінюють. У той же період кількість екіпажів на радянських кораблях різко зменшилася. Радянські винищувальні кораблі проєкту 945 (НАТО: Сьєрра) укомплектовано 60 людьми — менше половини кількості тих, хто обслуговує відповідні кораблі США. Мабуть, ще цікавішим є порівняння американських МБР типу Огайо UGM-133 Trident II D-5 з радянськими кораблями проєкту 949 (НАТО: Оскар). Американські кораблі в цьому випадку оснащені одним реактором, тоді як Оскар має дві атомні електростанції. Радянські кораблі — з двома реакторами — потребують менше робочої сили в морі, ніж американські кораблі з одним; під час перебування в порту вони потребують набагато більшої підтримки та постійного обслуговування та ремонту. З іншого боку, витрати на утримання екіпажу корабля (заробітна плата, навчання та навчання та витратні матеріали) значно вищі, ніж витрати на утримання робітників на березі.
У лютому 1968 року американський перевізник USS Enterprise, який прямував до В'єтнаму, був перехоплений радянським підрозділом класу листопад (проєкт 627А). Листопад, хоч і був трохи повільнішим, ніж перевізник, виявився здатним проводити радянські процедури перехоплення на основі даних системи спостереження за океаном. Інцидент з «Ентерпрайз» показав, що радянські кораблі швидші, ніж очікувалося, тому було розумно припустити, що нові підрозділи проєкту 671 (НАТО: Віктор) і 670 (НАТО: Чарлі) будуть навіть швидшими — навіть, ніж американські кораблі « Осетр» та Молотарка. Виникли думки, що СРСР здатний будувати 20 таких одиниць щороку. 6 квітня 1974 року на суднобудівному заводі Northport Grumman Newport News було спущено на воду перше судно нового типу — Лос-Анджелес, USS Los Angeles. Це був великий корабель із підводним водотоннажністю 6 927 тон і абсолютно новим реактором S6G, представленим вперше з 1959 року. «Лос-Анджелес» був першим американським кораблем з часів скейт- блоків, який використовував інший, ніж дуже успішний реактор S5W, який майже 20 років безвідмовно служив на американському флоті приблизно на 100 кораблях.

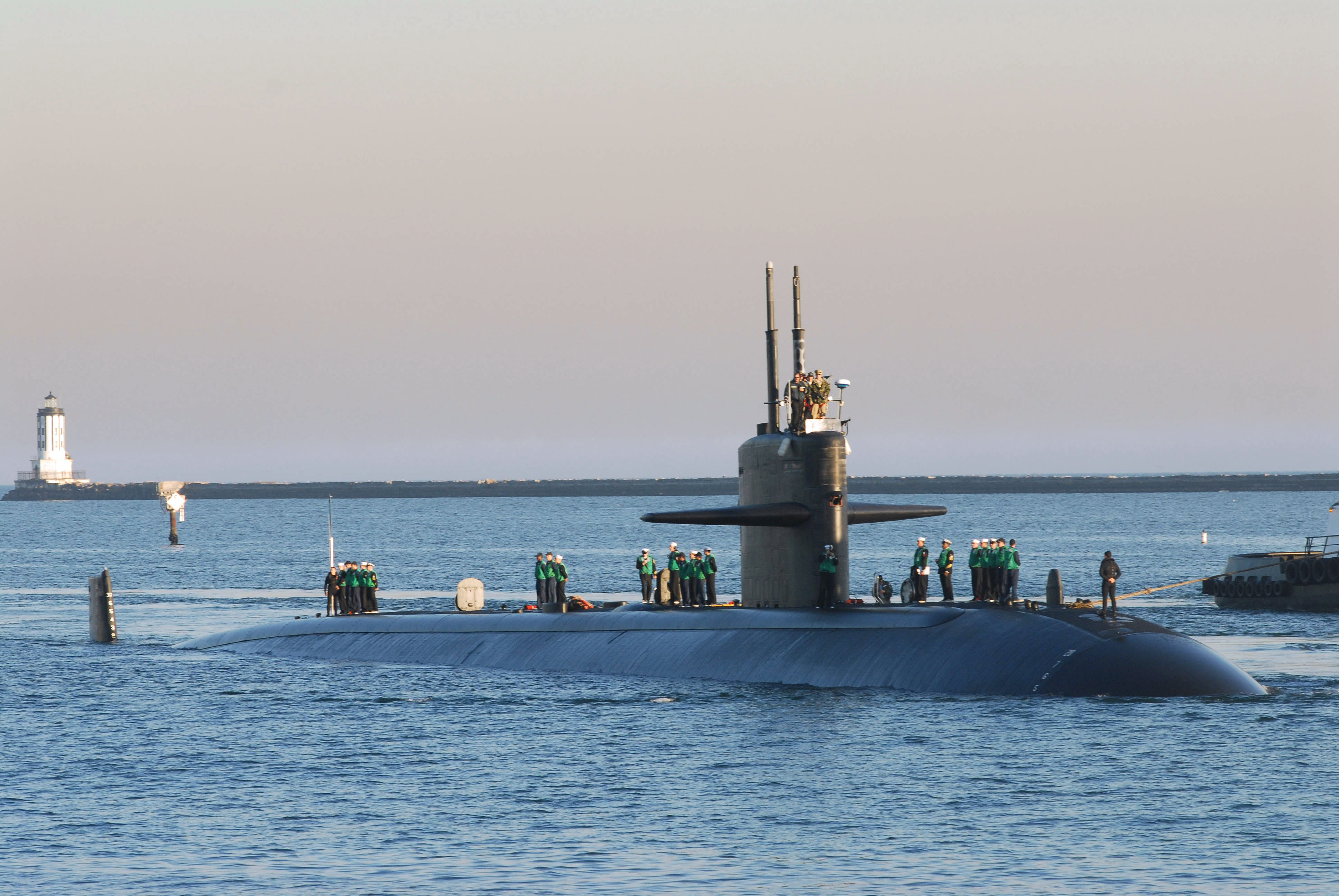
USS Лос-Анджелес

Під час холодної війни американський флот втратив перевагу над флотом Радянського Союзу з точки зору швидкості підводного човна та глибини занурення в воду. Однак весь час пріоритетом ВМС США були найкращі параметри невидимості, зокрема рівень тиші підрозділів, і він ніколи не втрачав свого першості в цій галузі. Командування ВМС США припускало, що торпеда завжди наздожене підводний човен і завжди зможе атакувати глибше, ніж його ціль, але не зможе знищити її, якщо не зможе її знайти або відстежити. Нижчий рівень власного шуму корабля дає подвійну перевагу — корабель виявляється складніше, а власні акустичні датчики більш чутливі до шуму суден противника. Відповідно до поточної практики, особлива увага в програмі досліджень, розробок та проєктування кораблів класу Лос-Анджелес була зроблена на те, щоб забезпечити мінімальний рівень звуку, який видається в навколишнє середовище. Кінцевий результат був досягнутий завдяки найсучаснішим технологіям віброізоляції, звукоізоляції корпусу тощо, також послідовно модернізованим під час служби вже побудованих кораблів. В результаті було досягнуто мовчання, яке за структурою значно перевершувало аналогічні радянські структури того часу. У поєднанні з набагато вищою якістю окремих елементів агрегатів у Сполучених Штатах досягнуті результати щодо звукоізоляції перевищили рівень акустичної невидимості тодішніх радянських кораблів на 5-10 років розвитку.

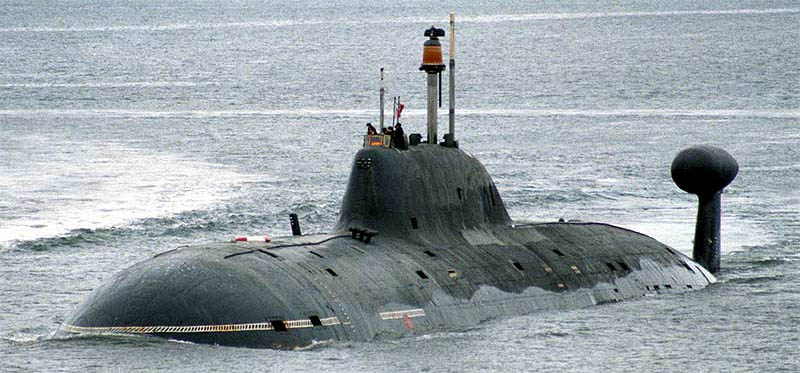
K-157 «Wjepr» типу Akuła II у 2003 році

З роками ВМС США почали підіймати голоси, заявляючи про певного наступника оніміння Бюро кораблів, Командування морських систем ВМС США (Naval Sea Systems Command), його надмірний консерватизм і недостатню інноваційність. Крім того, на початку 1980-х президент Рональд Рейган взяв владу в США, змінивши існуючу пасивну стратегію запобігання вільному функціонуванню радянського флоту в Атлантичному та Тихоокеанському регіонах, на більш агресивний підхід у формі готовності атакувати радянські підрозділи в самому центрі його оперативного району, тобто у водах Радянський; особливо в т. зв. бастіони — особливо захищені та визначені райони дії радянських стратегічних підводних човнів, що несуть балістичні ракети з ядерними боєголовками, біля берегів СРСР. Вперше в США було зроблено спробу розробити конструкцію нового корабля, специфікація якого була визначена на основі результатів проведених військових ігор, а не військових ігор, що проводились до цього часу, з урахуванням можливостей кораблів. На їх основі була розроблена конструкція корабля, здатного тривалий час перебувати у водах навколо Радянського Союзу, також оснащена дуже великою кількістю зброї, що гарантувало, що воно переважно не залежало від базових запасів, було достатньо тихо, щоб не бути виявленим у цих водах, і мало можливість вражати морські підводні цілі противника за межами дальності його зброї. Робота на кораблі з такими характеристиками, яка тривала кілька років, врешті-решт призвела до створення кораблів типу Seawolf — найдорожчих підводних човнів у світі, загальна вартість дослідницької та виробничої програми поступалася лише вартості будівництва супер- авіаносців класу Nimitz. За цю ціну було отримано корабель із незвичними в 1990-х акустичними характеристиками, який зі швидкістю 20 вузлів видавав менше шуму, ніж кораблі класу Лос-Анджелес, що стояли на набережній, а тактична швидкість перевищувала 25 вузлів. Вперше в ВМС США, в струмені води, що підрулює було використано для цієї мети замість традиційного морського гвинта і нової електростанції з удосконаленим реактором S6W з використанням природної циркуляції охолоджуючої рідини.
На початку 1944 року Клаус Рідель — співробітник німецького ракетного центру в Пенемюнде — запропонував стріляти ракетами V-2 по Великій Британії з Північного моря, де їх мали буксирувати в стартових контейнерах підводні човни. Один підводний човен міг буксирувати до трьох контейнерів. Також планувалося буксирувати контейнери через Атлантику, що мало забезпечити атаку на Нью-Йорк, який був основною ціллю на американському континенті. В рамках цієї місії ракетний екіпаж мав подорожувати на борту корабля, а потім, щоб запустити ракету, він повинен був підійти до контейнера, заправити ракету і запустити її. Проєктування контейнерів було завершено в серпні 1944 року на суднобудівному заводі Vulkan у Щецині, і там розпочалися роботи з їх будівництва. Починаючи з жовтня 1945 р., Велика Британія, США та СРСР розпочали серію випробувань захоплених або добудованих ракет V-2. 6 вересня 1947 року з палуби авіаносця USS Midway (CV-41) був запущений «американський» V-2, який вважається першим запуском балістичної ракети з мобільної платформи. У 1949 р. В СРСР був підготовлений попередній проєкт ракетного підводного човна під позначенням Проєкт Р-2, плановим завданням якого було нанесення ударів по наземних цілях.

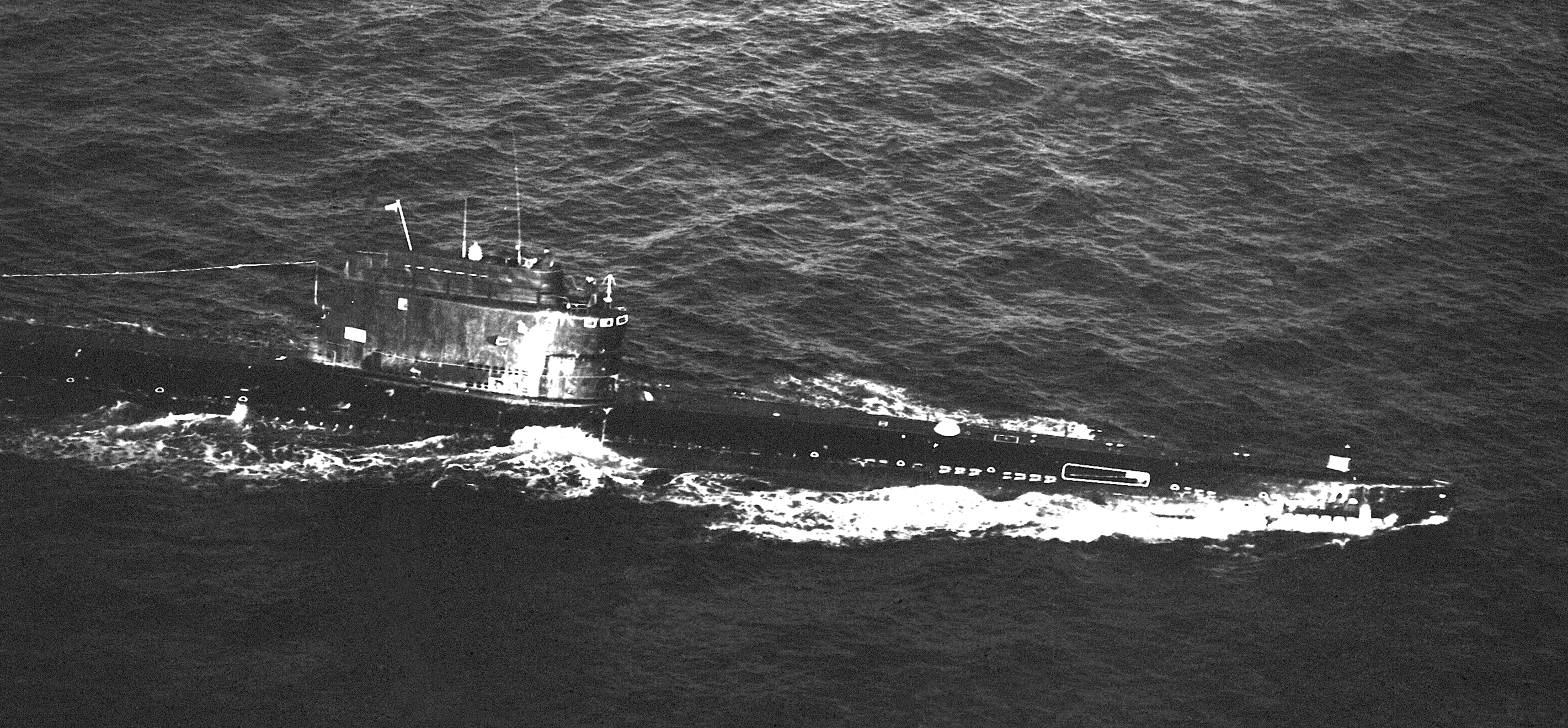
Корабель проєкту 611 (НАТО: Зулу)

Першим у світі підводним човном, що несе балістичні ракети, був радянський модифікований проєкт 611 (код Зулу НАТО) — B-67. На ньому дві збільшені ракетні установки R-11FM були розміщені в збільшеній конічній башті корабля. Перший в історії запуск балістичної ракети з палуби підводного човна відбувся 16 вересня 1955 р.. Ракета R-11FM, випущена в Білому морі B-67, потрапила в полігон на Новій Землі. У цьому ж році розпочалася робота над модифікованою версією проєкту 611, яка отримала назву AW611. У 1959 р. Перші ракети Р-11ФМ досягли оперативної готовності, завдяки чому СРСР став першою державою, озброєною балістичними ракетами, випущеними з підводного човна. Під час регулярного патрулювання ці ракети не були оснащені призначеними для них ядерними боєголовками 10 кт RDS-4, які зберігались на березі для встановлення у разі загрози нападу. Кораблі, для яких вони були призначені, мали той самий дизель-електричний привід, що й сучасні кораблі проєкту 641 (код НАТО: Фокстрот). Побудований CKB-16 під керівництвом Ісаніни судна 629 мають проєктну водотоннажність 2850 тон на поверхні і здатні нести три ракети R-13.

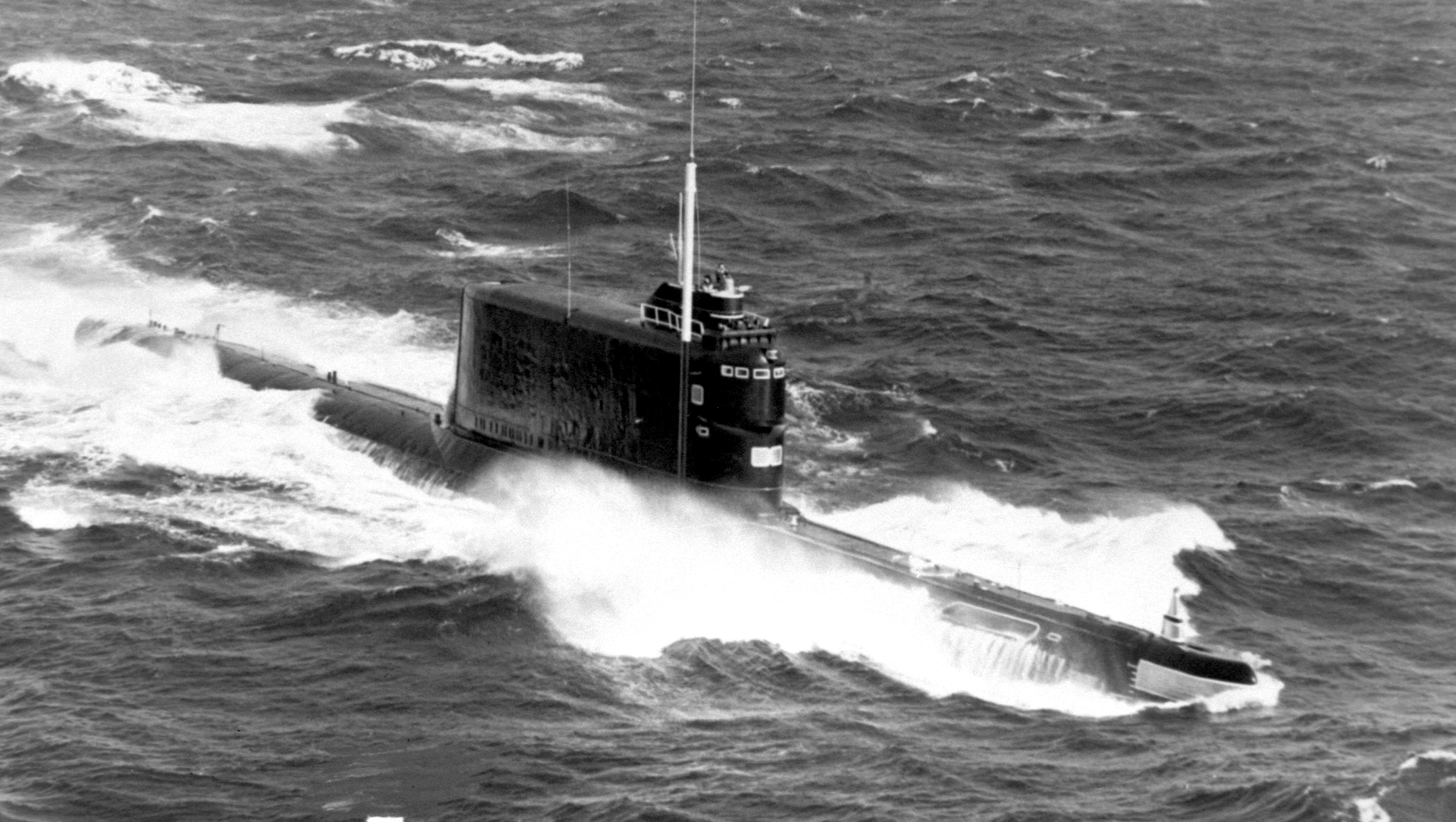
Корабель проєкту 629 (НАТО: Гольф)

Пускові установки цих ракет пройшли по всій висоті внутрішнього корпусу до башти, а ракети були запущені на поверхню, підійнявши їх над корабельною баштою. Перші п'ять кораблів цього типу несли ракети Р-11ФМ, пізніше — Р-13. Під час будівництва перших блоків CKB-16 розпочав розробку системи з невеликим реактором, яка в рамках проєкту 629 судна мала забезпечувати енергією для зарядки акумулятора, усуваючи необхідність використовувати для цього двигуни внутрішнього згоряння, але програму припинено. Провідним кораблем проєкту 629 був B-41 (пізніше позначений як K-79), який був побудований в Сєверодвінську і доставлений на флот в 1959 році. Протягом наступних трьох років корабельні у Сєверодвінську та Комсомольську побудували 22 кораблі цього проєкту. Ділянки двох додаткових суден, побудованих на останньому з цих дворів, були передані в Китай, де одне з них згодом було депоновано в Дарієні під позначенням 035. Однак другий блок так і не був завершений.

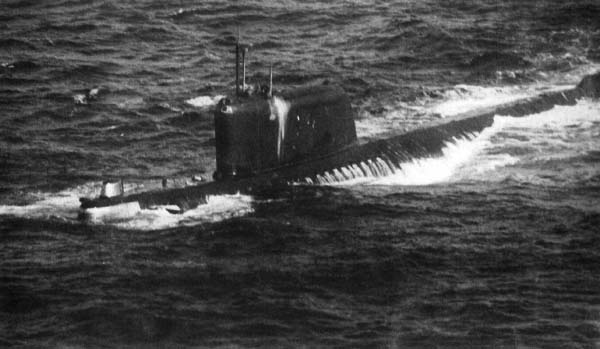
K-19 проєкту 658 (НАТО: Готель)

Спосіб запуску ракет Р-11ФМ і Р-13 був складним і трудомістким — тривав до півтори години. Навіть якщо деякі з процедур зльоту на кораблях Проєкту 629 могли проходити під водою, для завершення процедури та запуску ракети корабель повинен був вийти на поверхню, що збільшило можливість та ризик виявлення навіть до спливання. 20 жовтня 1961 року була випробувана перша в світі балістична ракета БРПЛ, озброєна термоядерною бойовою частиною. Проєкт 629 корабля обстріляли R-13 ракети з одним 1 Мт боєголовкою, яка вибухнула на «Веселка» полігоном в Новій Землі. У вересні 1956 р. бюро CKB-18 розпочало інтенсивну роботу над новим типом корабля проєкту 658 (код НАТО: Готель). Через щільний графік ця програма працювала без попереднього проєкту. У першому кварталі наступного року було завершено проєктування кораблів із водотоннажністю 4080 тон та завдовжки 114 метрів. У 1960—1962 рр. У Сєвєродвінську було завершено вісім одиниць проєкту 658 (готель); планувалося будівництво більшої кількості ракетних кораблів цього типу, але було зупинено в 1959 р. у зв'язку зі створенням ракетних військ стратегічного призначення та скасуванням стратегічних морських ударних сил.

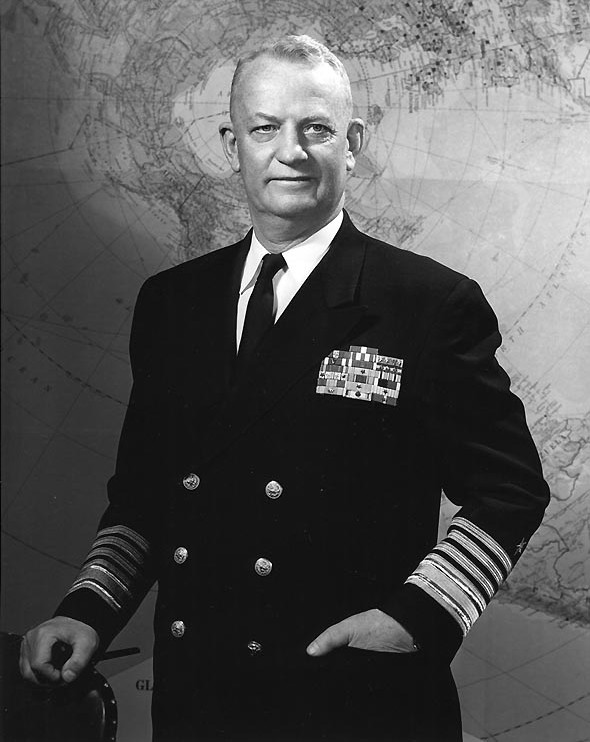
Адмірал Арлі Берк

Початком ідеї запуску ракетних підводних човнів у США були різні, в яких після первинних випробувань ракети V-2 ідея стрільби з балістичних ракет не тільки була відмовлена, але й офіційно навіть воювала. Берк створив спеціальний військово-морський офіс, Управління спеціальних проєктів (СПО), єдиним завданням якого було працювати над морськими балістичними ракетами та кораблями, що їх несли. Програма включала будівництво 41 корабля на атомній енергетиці, кожен з яких повинен був нести по 16 ракет, розміщених у вертикальних силосах. Перша серія «41 за свободу», як у народі називали 41 одиницю ракетного комплексу Поларіс-Посейдон, складалася з 5 кораблів Джорджа Вашингтона. Всі 41 корабель, включаючи Ітана Аллена, Лафайєта, Джеймса Медісона та Бенджаміна Франкліна, були побудовані за рекордний час — лише кілька років.

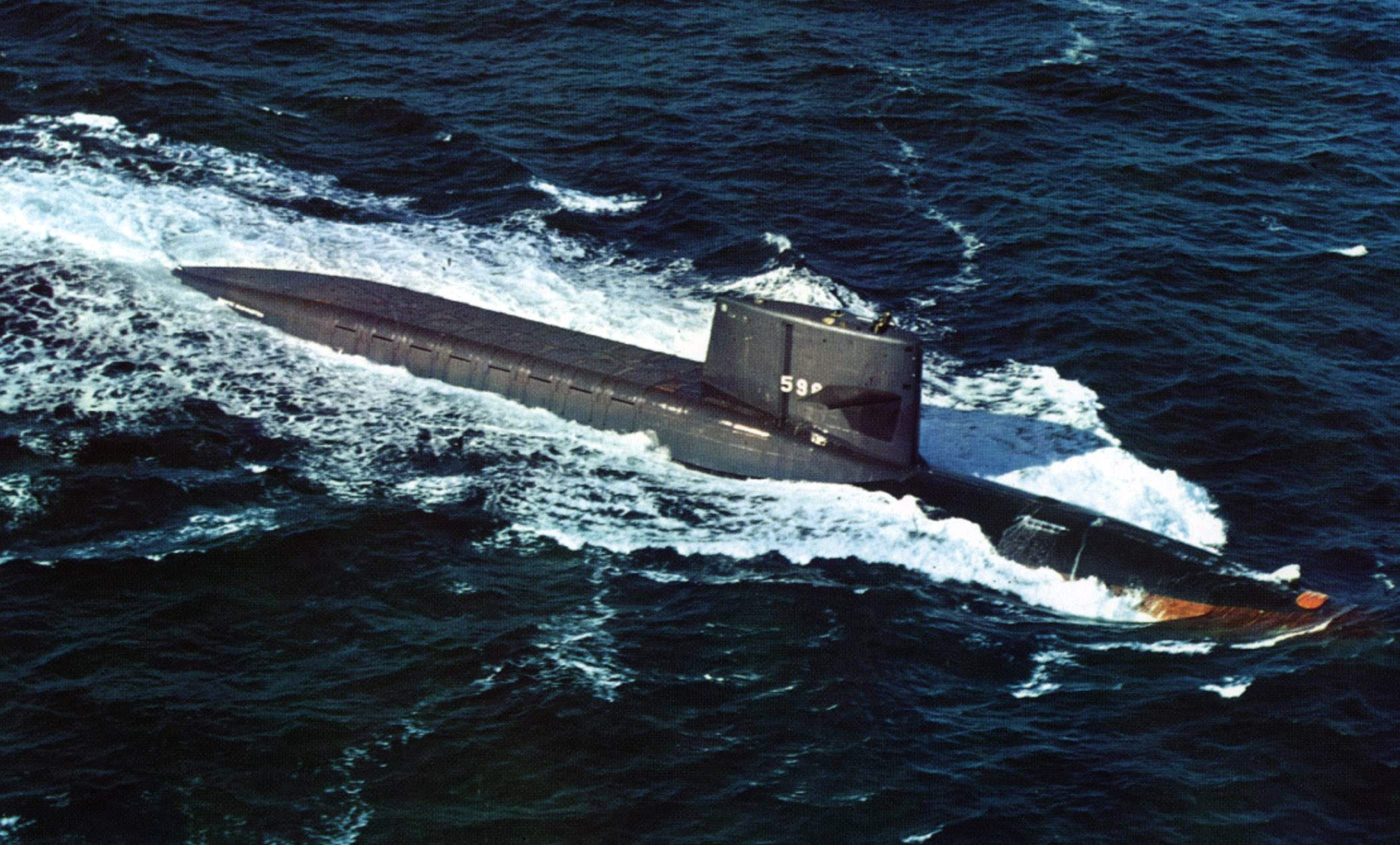
USS Джордж Вашингтон, перша стратегічна підводний човен на атомній енергетиці

Ці кораблі мали обтічний корпус з одним гвинтом та атомну електростанцію з реактором S5W, що забезпечувала 15000 кінських сил. У зв'язку з розробкою радянської ракетної програми виробництву кораблів SSBN було надано найвищий національний пріоритет. Отже, завдяки виробничим потужностям корабельні та постачанню матеріалів та обладнання виробництво всіх інших підрозділів — особливо винищувальних кораблів — було уповільнено або припинено. До липня 1960 року у виробництві було п'ять кораблів « Джордж Вашингтон» (598), п'ять вдосконалених « Ітан Аллен» (608) і чотири « Лафайєт» (616).

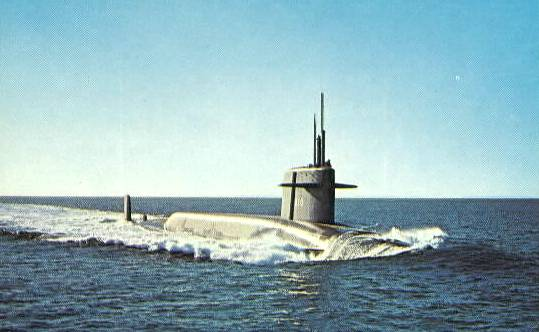
USS Thomas A. Edison з класу Ethan Allen

Перші п'ять кораблів були засновані на конструкції смугастої, з тестової завглибшки 215 метрів, за винятком першого корабля «Джордж Вашингтон», осадка якого становила 183 метри. П'ять підрозділів класу « Ітан Аллен» були більшими кораблями «Thresher / Permit» на базі корпусу із випробувальною осадкою 400 метрів і водотоннажністю 7 800 тон. Перший « Поларіс», Джордж Вашингтон, був введений в експлуатацію 20 грудня 1959 року, а 18 червня наступного року вона вирушила у свій перший патруль, під час якого здійснила першу беззбройну ракету « Поларіс» А-1. На той час на борту корабля знаходився контрадмірал Вільям Ф. Раборн, начальник СПО, і обидва екіпажі, а також низка технічних працівників — загалом близько 250. Під час запуску були незначні проблеми з процедурою зворотного відліку, що призвело до повернення корабля до порту, відмови від стрільби з двох запланованих до запуску ракет.

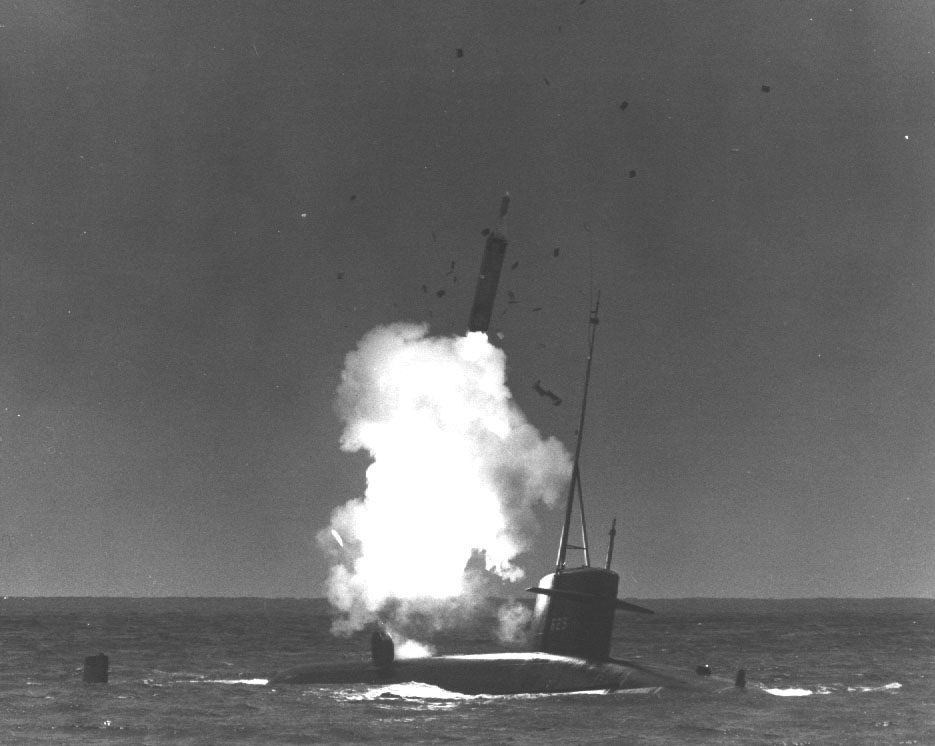
USS Генрі Клей Лафайєт вистрілив ракету Polaris A-2 з мису Кеннеді, штат Флорида, в 1964 році Щогла у верхній частині кіоску — це телеметрична антена, яка використовується для тестових пусків. Це випробування було першим із лише двох в історії запуску американських ракет БРПЛ з поверхні океану

Після виправлення дефектів корабель знову вийшов у море, здійснивши два запуски. Після другого, контр-адмірал Раборн направив пряме повідомлення з корабля президенту Дуайту Ейзенхауеру, сказавши ПОЛАРІС — З ГЛИБИНИ ДО ЦЕЛІ. ІДЕАЛЬНИЙ Ці підрозділи запровадили новий оперативний стандарт, згідно з яким на кожному кораблі є два повні екіпажі, в даному випадку 135 офіцерів та моряків. Вся програма «polaris-poseidon» і сьогодні вважається дуже успішною. Підрозділи Polaris перевершували радянські ракетні підводні човни першого покоління за всіма показниками. Вони могли запускати свої ракети під водою, нести аж 16 ракет (на відміну від 2-3 ракет на радянських кораблях), точніше визначали своє положення і, що найголовніше, були повністю несприйнятливі до радянських протичовнових заходів. У відповідь на появу в США морської ракетної системи Радянський Союз розпочав низку програм з розвитку підводного озброєння, однак до кінця 1970-х років вони не представляли серйозної загрози для американських кораблів, що несли стратегічні ракети.
До 1967 року було добудовано 41 корабель SSBN, які несли загалом 656 ракет. Раніше СРСР побудував 8 кораблів з атомною енергією та 29 дизель-електричних установок із загальною кількістю 104 ракет. Крім того, американські ракети неслись на «сучасних» кораблях з атомною енергією, мали більший радіус дії, були точнішими і могли запускатися з-під води. У 1971 р. перші у світі ракети, оснащені незалежно націленими боєголовками, Poseidon C-3, надійшли на озброєння ВМС США, маючи до 14 боєголовок MIRV. Першою програмою радянського корабля другого покоління стала конструкція агрегату 667, їх виправлення призвело до побудови повністю окремого проєкту 667А водотоннажністю 9600 тон під водою.

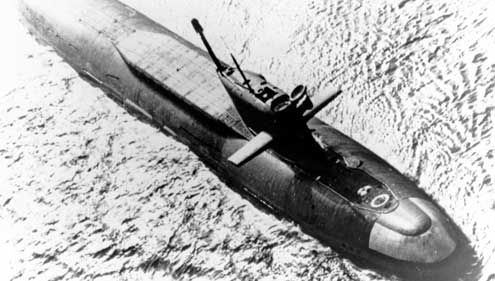
Проєктний блок 667А

Кораблі проєктів 667Б (НАТО: Delta I), 667BD (Delta II), 667БДР (Delta III) і 667БДРМ (Delta IV), поруч з 667А одиниць D-5 і ракетними D-5U систем, були конструкції та сама лінія розвитку. Як і американські підрозділи, Project 667A та їх наступники несли 16 ракет БРПЛ, розташованих у два ряди за баштою. На відміну від американських контрагентів, де ракети розміщувались в одній додатковій секції, радянські ракети розміщувались у двох окремих секціях (№ 4 та 5). Регулятори глибини були розміщені в корабельній башті, що допомагало утримувати корабель на правильній глибині під час запуску ракет. Радянські блоки були оснащені електростанцією з двома реакторами, що забезпечував парою дві турбіни ОК-700, що приводили в рух два гвинтокрили. Радянські кораблі могли занурюватися глибше, ніж американські підрозділи, могли стріляти ракетами швидше з більшої глибини і з більшою швидкістю, ніж підрозділи Polaris. Однак ці кораблі створювали високий рівень шуму, суттєво втрачаючи позиції в цьому відношенні до американських кораблів.
Перший корабель проєкту 667А був спущений на воду 28 серпня 1966 р. І введений в експлуатацію як К-137 «Ленінець» 5 листопада 1967 р. Перший корабель проєкту вирушив на атлантичне патрулювання в червні 1969 р., А через 16 місяців, у жовтні 1970 р., 667A розпочав патрулювання в Тихому океані.

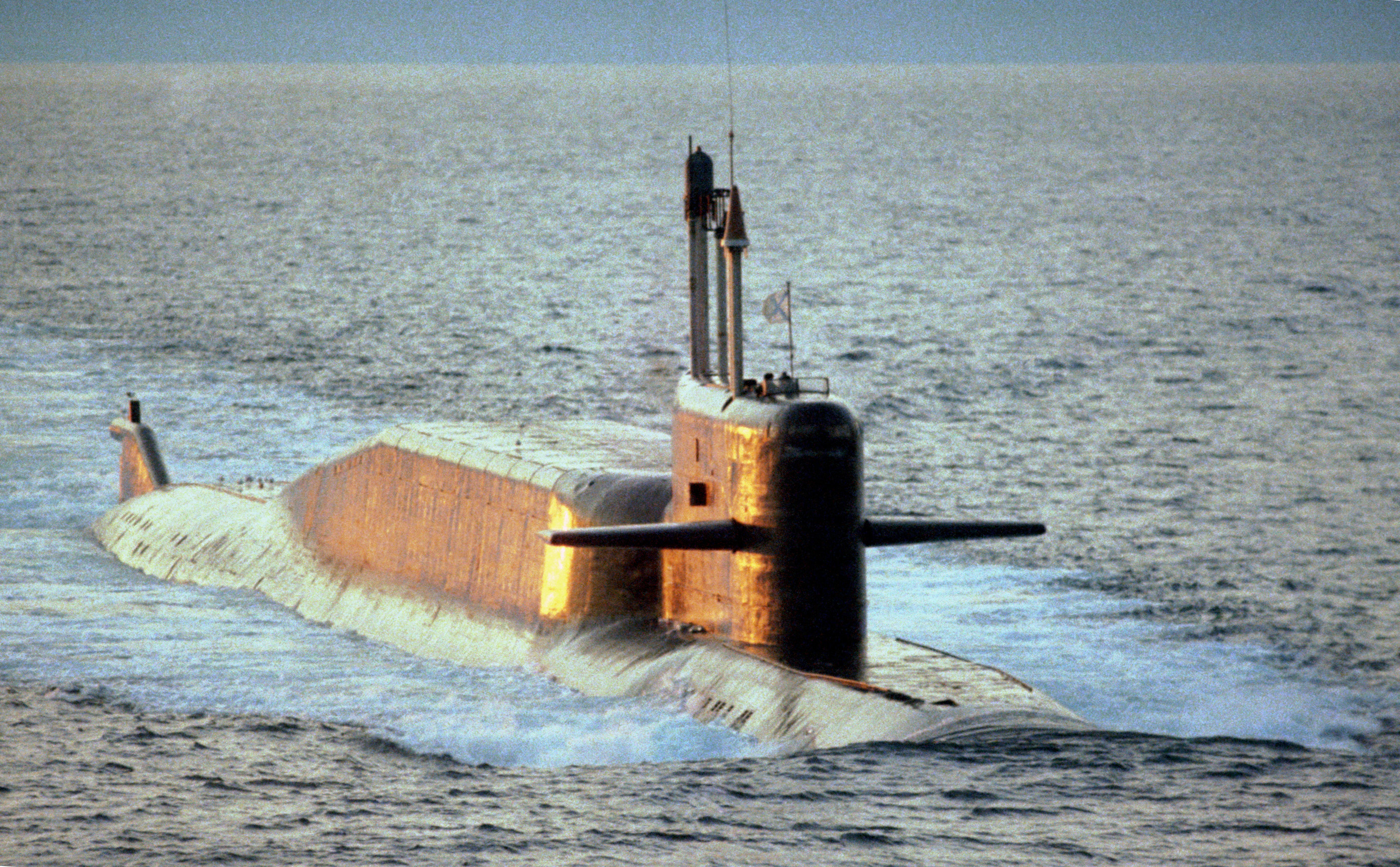
К-18 «Карелія» проєкту 667БДРМ

У 1965 році, після відмови військово-морського флоту від абсолютно нової конструкції, офіс CKB-18 під керівництвом Ковальова розпочав роботу над проєктом 667B збільшеною версією проєкту 667A. У наступні роки було здійснено подальше оновлення проєкту, що призвело до остаточного проєкту 667BDRM (НАТО: Delta IV). Кораблі останнього типу були першими по-справжньому добре озвученими радянськими стратегічними підрозділами, що було досягнуто значною мірою завдяки значному поліпшенню якості та точності компонентів силової установки.
Забезпечення ракет, що вистрілюються з морських мобільних платформ, з такою ж високою точністю, як і у випадку ракет, що стріляли зі стаціонарних наземних пускових установок, вимагало масштабних науково-дослідних робіт і дуже складного процесу будівництва пов'язані з надзвичайно точним визначенням положення судна в морі. Балістичні ракети мали перевозитися в горизонтальному (а не вертикальному) положенні поза жорстким корпусом у захисних капсулах.
Зрештою, ВМС США вирішили застосувати класичне вертикальне розміщення снарядів. Результатом програми «Тризуб» стало створення кораблів класу Огайо, здатних нести 24 балістичні ракети в два ряди по 12 силосів кожен. Однак, коли було підготовлено проєктування кораблів ULMS і розпочато будівництво перших блоків, програма проєктування їх ракет ще не була завершена.

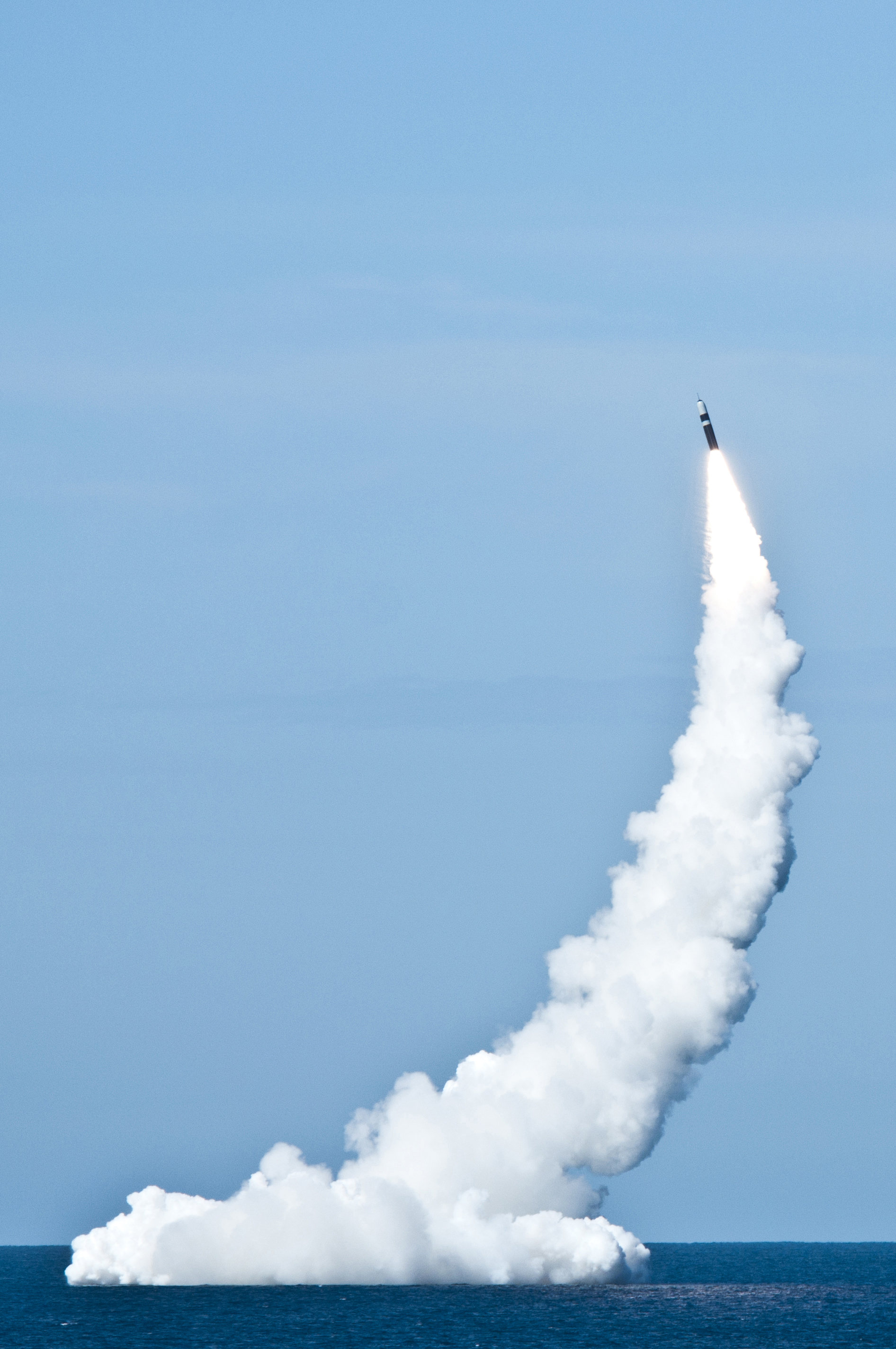
11 березня 2011 р.; успішне випробування Trident II D-5 починається з штату Огайо USS Nevada

Була прийнята концепція тимчасової ракети, яка мала використовуватись як заміна до закінчення програми досліджень і розробок цільової ракети, і визначена таким чином ракета отримала позначення UGM-93A Trident I C-4. Цільова система вимагала вдосконаленішої системи навігації та наведення як на кораблі, так і на ракетному рівні. Для необхідного рівня точності у визначенні позиції судна недостатня інерційна навігаційна система судна, яку під час плавання судна слід скинути із зовнішнього джерела, що вимагає контакту затопленого судна із зовнішнім світом, а отже полегшує його розташування ворогом. Була прийнята система скидання інерційної системи шляхом вимірювання локальних змін магнітного поля Землі та порівняння її з картою магнітних полів Землі, що зберігається в пам'яті суднової комп'ютерної навігаційної системи. Після закінчення «холодної війни», відповідно до положень договору СНО-1, чотири найстаріші підрозділи штату Огайо були виведені з експлуатації в стратегічних силах США, а після відповідної реконструкції вони були введені в експлуатацію як носії нестратегічних крилатих ракет. Американська програма суднобудування «Тризуб» прискорила будівництво кораблів третього покоління в СРСР. Під час зустрічі Леоніда Брежнєва з президентом Джеральдом Фордом у листопаді 1974 року у Владивостоці обидва лідери домовились про формулу договору про СОЛ II, що встановлює подальші обмеження на стратегічну наступальну зброю

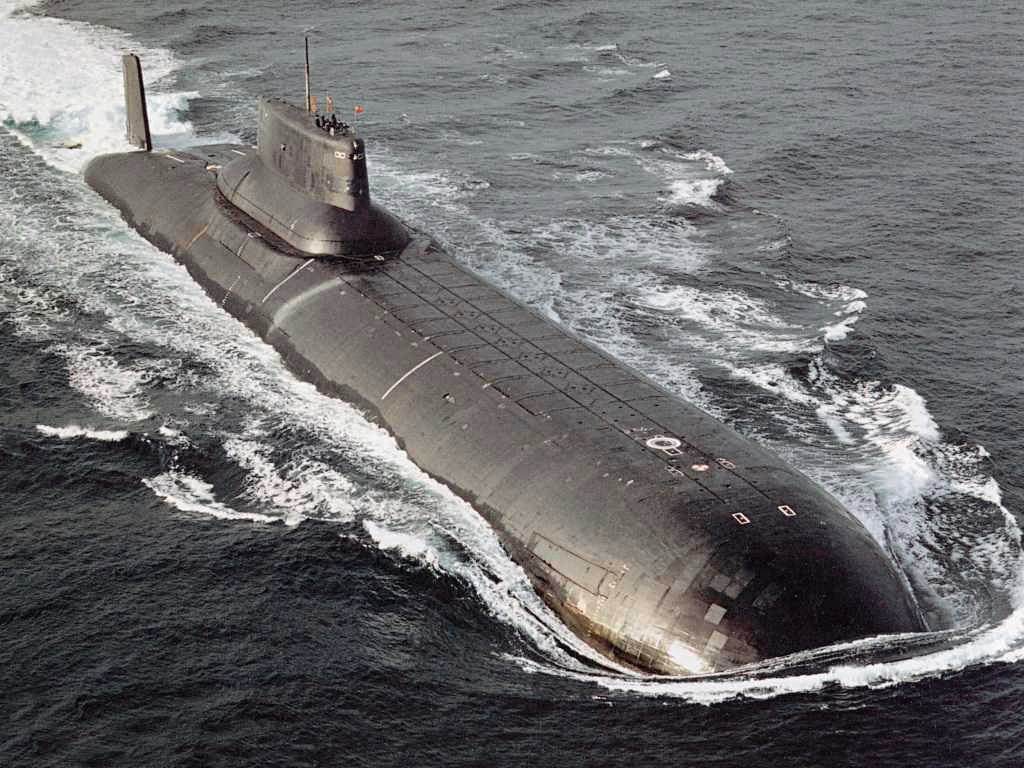
941

Ковальов та члени його команди проаналізували численні конструкторські концепції, включаючи гігантський 235-метровий корабель — від цієї концепції відмовились через відсутність у Радянському Союзі сухих доків та інших споруд, достатніх для таких великих суден. Під час розробки конструкції корабля на Ленінградському адміралтейському суднобудівному заводі була підготовлена автоматизована дослідницька модель — за незавершеним проєктом — у масштабі 1:10, оснащена вимірювальними приладами. Хоча американські кораблі мають ширину 11,7 метрів, відому як балка, ширина радянських кораблів становить 23,2 метра, а водотоннажність підводного човна 48000 тонн — утричі більша за водотоннажність кораблів класу Огайо. Кораблі типу 941 мали запас плавучості близько 48 %, тоді як кораблі штату Огайо мали лише близько 15 % запасу. Це положення допомагає зменшити тягу і значно полегшує прорив корабля через лід.
Велика Британія, Франція та Китай також використовують стратегічні ракетні підводні човни. Британська програма розпочалася з придбання у США ракет, пускових установок та систем управління вогнем Polaris A-3, але британці розробили власні боєголовки. Коли в США була розроблена нова стратегічна ракетна система «Тризуб», Велика Британія вела переговори про придбання нової зброї та необхідного обладнання для власних кораблів. Чотири одиниці нового типу Vanguard є значно збільшеною версією кораблів Resolution — на відміну від американського аналога «Trident», ці кораблі несуть лише 16 ракет.
Під впливом президента Шарля де Голля Франція вирішила залишити військові командні структури НАТО та розробити власну систему морського стримування. Однак це рішення унеможливило отримання нею допомоги та співпраці з боку США. Проте Франція не була здатна збагачувати уран, тому намагалася розробити атомну електростанцію на основі важкої води, яка, однак, виявилася занадто великою для використання на підводних човнах. Зрештою, було створено проєкт 6 кораблів Rédoutable, які також були першими французькими атомними кораблями, а їхня електростанція базувалася на низькозбагаченому урановому паливі (20 % порівняно із збагаченням 95 % для американських та британських суден). Для цієї мети вона розробила ракету М1. Ці кораблі почали працювати в 1971 році. Після 1984 року ці підрозділи пройшли модернізацію, представивши ракетний комплекс MIRV M4. Як і США, СРСР та Велика Британія, Франція також працювала над новими, більшими підрозділами, здатними нести більш потужну зброю. В даний час чотири кораблі «Тріомфант» несуть 16 ракет М45, кожна з яких оснащена шістьма боєголовками МІРВ, дальність дії якої становить 3750 морських миль. Незвично агрегати Triomphant оснащені турбоелектричним приводом з атомною енергією. Надалі ці кораблі мають намір встановити новий ракетний комплекс М51 з дальністю 5000 морських миль.

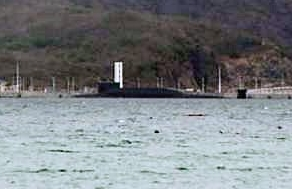
Китайський блок 094 SSBN

USS Albacore не був оперативним судном, не був озброєний і не призначений для звичайних підводних операцій (це була лише плавуча лабораторія). Перше застосування концепції корпусу, розробленої за його участю, відбулося на 3-х звичайних кораблях типу Barbe. Однак вже в середині 1950-х років адмірал Арлі Берк (начальник військово-морських операцій) вирішив повністю відмовитись від будівництва без'ядерних підрозділів ВМС США, що призвело до відмови від будівництва всіх запланованих, але не запущених, кораблів, що працюють на звичайній основі. У результаті першим британським атомним підводним човном був гібрид, з носовою частиною британського корабля та американською кормою. Фізичне поєднання цих двох елементів стало відомим як Check-Point Charlie. Уряд США зробив значний жест таким чином, наголошуючи на особливих відносинах між США та Великою Британією, і дозволяючи Королівському флоту переходити до ядерної енергетики набагато швидше, ніж це було б можливо. Королівський флот Нідерландів та Канада також були готові придбати підрозділи Skipjack. Інші країни, які побудували атомні підводні човни, Велика Британія та Франція, також вирішили припинити використання підводних човнів з хімічним приводом, за винятком у цьому відношенні є Росія та Китай. Інші держави не використовують атомні підводні човни з політичних, економічних та інших причин.
Після періоду примусового роззброєння та демілітаризації першими підводними човнами, що надійшли на озброєння у ВМС Федеративної Республіки Німеччина, були типу XXIII Другої світової війни, які надійшли на озброєння в 1957 році. Наступним кораблем цього класу, що вступив на озброєння відродженого німецького флоту, був Тип XXI U-2540, побудований у січні 1945 р., який після бомбардування авіабомбами 3 травня того ж року був відновлений і відремонтований, а потім 1 вересня 1960 р. був офіційно включений до складу флоту.

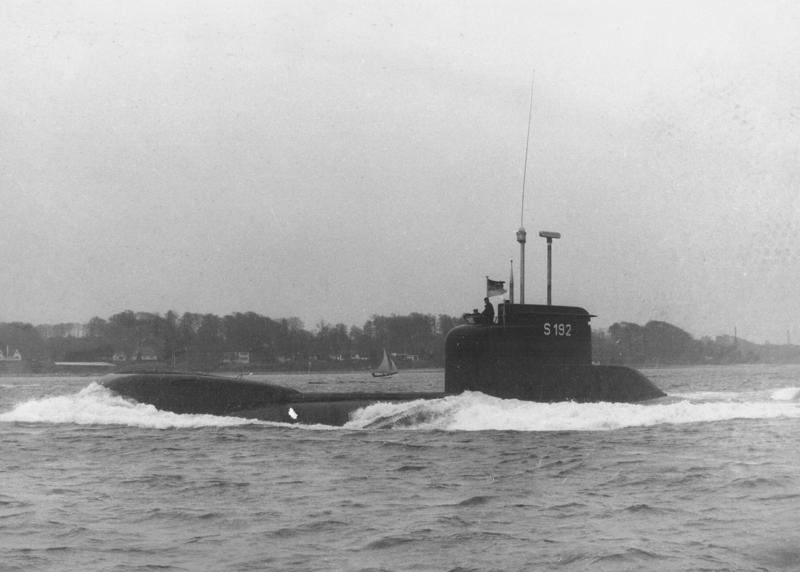
«U-13» (S192) тип 206

Судна типу 212А були розроблені для ВМС Німеччини, однак два з цих типів також були придбані Італією. Ці кораблі мають на півметра менший діаметр твердого корпусу, на 50 метрів нижчу глибину випробування (350 замість 400 метрів), і вони не використовують ідеальний наконечник хвоста «Х». Вони, ймовірно, також були оснащені іншими електронними системами.
Розвиток радянських післявоєнних дизель-електричних конструкцій мав інший хід. З закінченням Другої світової війни Радянський Союз розпочав інтенсивне виробництво кораблів великої дальності проєкту 611 (НАТО: зулу), кораблів середньої дальності проєкту 613 (НАТО: віскі) та берегових кораблів проєкту 615 (НАТО: Квебек).Ці кораблі протягом багатьох років становили хребет радянських підводних торпедних сил. Відновлені кораблі « Зулу» та « Віскі» були також першими радянськими носіями балістичних та крилатих ракет. Тип, який повинен був замінити проєкт 611 як торпедний підводний човен великої дальності, був 641 (НАТО: Фокстрот) і 633 (НАТО: Ромео), замінивши проєкт 613 як корабель середньої дальності. Ранні плани включали будівництво 160 одиниць проєкту 641, великого 91,3-метрового корабля, побудованого конструкторським бюро CKB-18, оснащеного 10 торпедними апаратами, трьома дизельними двигунами, 3 електродвигунами та трьома гребними валами. На малій швидкості ці кораблі змогли залишатися під водою до 8 днів без хропіння, що на той час було надзвичайним результатом. Використана при їх конструкції сталь АК-25 збільшила глибину випробувального занурення до 288 метрів.

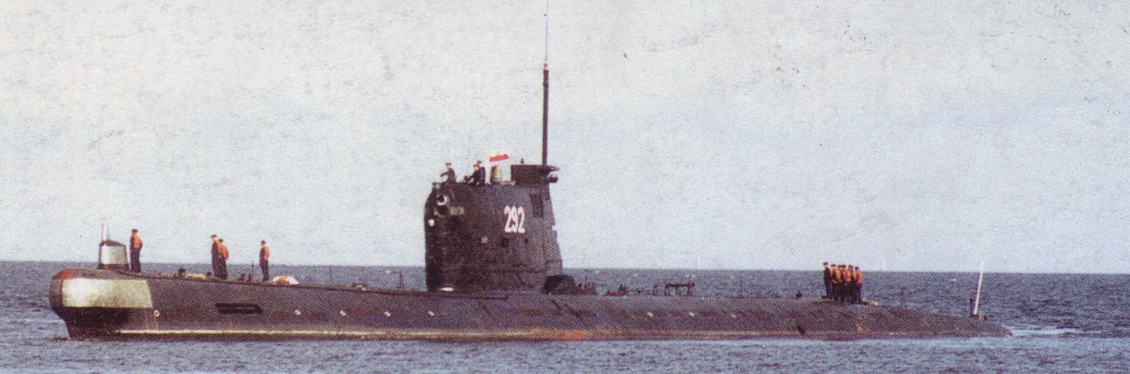
Польське судно проєкту 641 ORP «Wilk»

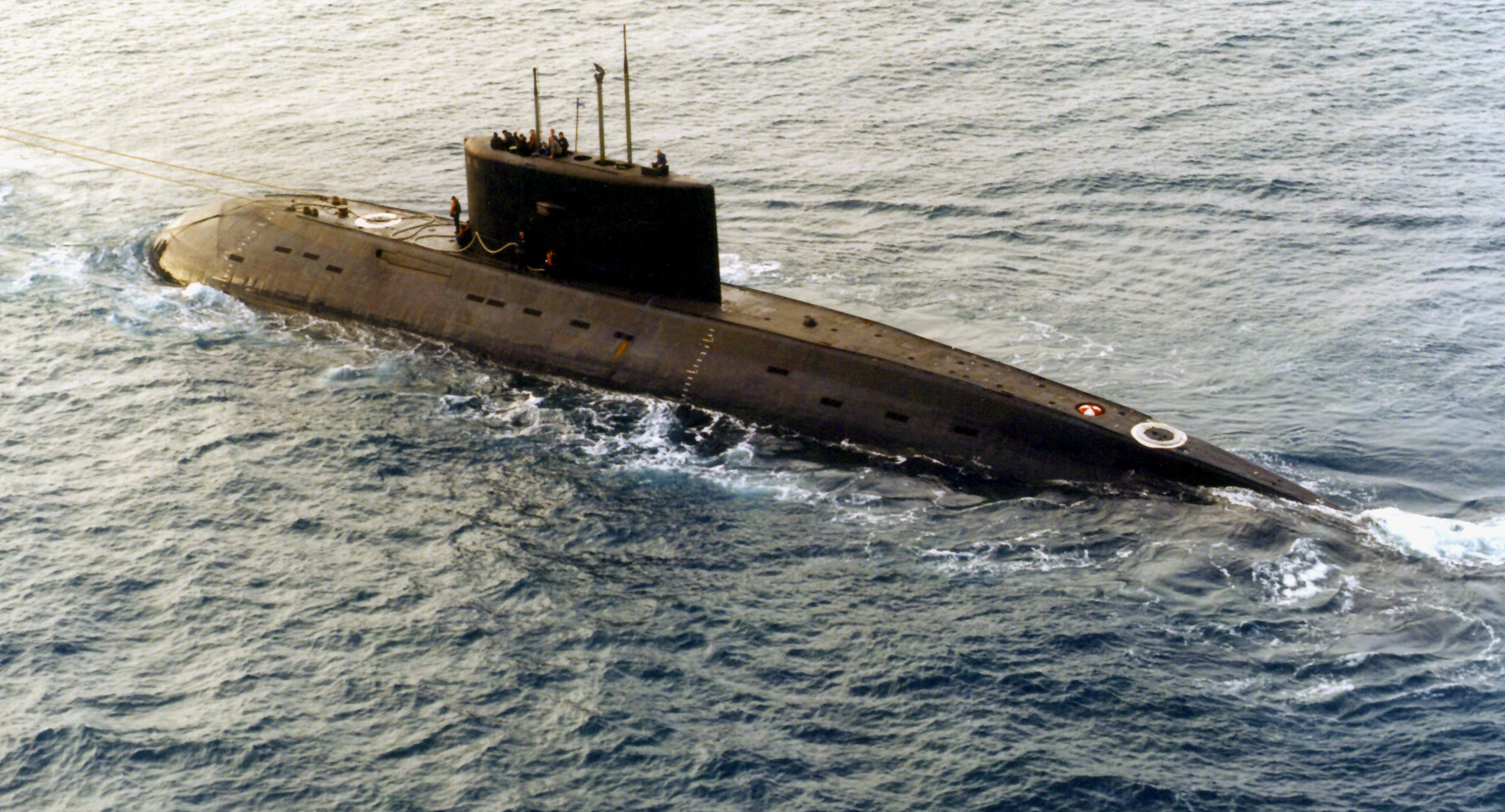
Підрозділ проєкту 877 у складі ВМС Ірану

Удосконалені кораблі проєкту 636 , спочатку призначені для експорту до Китаю, Алжиру та В'єтнаму, також були введені на озброєння ВМФ Росії.

### Підводні операції холодної війни
Три обставини кардинально змінили модель західних підводних операцій після закінчення Другої світової війни: нищівна перемога союзників у цьому конфлікті, перетворення Радянського Союзу з союзника в найбільшого супротивника союзників та початок ери справжніх підводних човнів.

#### Західні операції
Протидія потенційній загрозі швидкісних підводних човнів для трансатлантичних та транс-тихоокеанських ліній зв'язку та західних надводних кораблів зосередили увагу планувальників у перший період після закінчення війни. Як наслідок, діяльність ZOP стала головним завданням західних підводних сил. У 1960-х ситуація змінилася шляхом введення в експлуатаційну службу блоків з атомною енергією. Можливість триматися під водою протягом тривалого часу без необхідності періодичного серфінгу на поверхні дозволила фактично розмістити підрозділи поблизу баз і проходів противника. Ці особливості також дозволили застосувати на практиці стару концепцію «підводних човнів флоту». Однак у західній доктрині це означало не перехоплення радянських надводних кораблів, а супровід великих надводних команд, які стали однією з головних радянських цілей, як їх супровід. Ще одним завданням ядерних винищувальних кораблів, на той час хребтом західних підводних човнів, був захист власних стратегічних підводних човнів, а також відстеження і, за необхідності, протидія радянським ракетним кораблям.
Після закінчення Другої світової війни Радянський Союз мав найбільший у світі підводний флот, хоча цей флот був далеко не високим ККД як за якістю обладнання, так і за рівнем підготовки екіпажів. Зростання напруженості між колишніми союзниками в Західній Європі та Північній Америці, що призвело до початку «холодної війни», загрожуючи західним військово-морським силам, особливо авіаносцям, які стали головним радянським військовим об'єктом.
Радянський Союз розробив другу місію своїх підводних човнів — протидію західним підводним човнам, для яких боротьба з підводним флотом СРСР була пріоритетною. Це почало реалістично небезпечні дії холодної війни обох сторін, які зосереджувались на водах Арктики, Північної Атлантики, Північно-Західного Тихого океану та Середземномор'я. З плином років технологія змінювалась: обладнання та озброєння, підготовка екіпажів дедалі вдосконалювалася, тоді як цілі обох сторін змагань залишались незмінними: таємно перехоплювати потенційні підрозділи противника та підтримувати з ними зв'язок, залишаючись не виявленими.
Введення стратегічних ракетних кораблів до флотів НАТО змусило радянське командування реагувати аналогічно західним командуванням — розпочати протичовнові операції з метою виявлення, локалізації та потенційного боротьби з ракетними підрозділами, що продовжувалось протягом усієї холодної війни і залишається чинним до сучасності. Початкова місія СРСР по боротьбі із західним судноплавством, командами надводних кораблів НАТО і стратегічними підрозділами була швидко розширена, включаючи власні стратегічні підводні операції. Це завдання стало ще більш важливим із введенням балістичних ракет з дальнім радіусом дії.
Під час "кубинської кризи ", спричиненої радянською операцією, США та Канада провели широкомасштабну операцію з пошуку чотирьох підрозділів, які покинули базу 1 жовтня, використовуючи літаки, що вилітали з Аргентини в Ньюфаундленді та Лабрадорі. В RB-47 і RB-50 повітряної розвідки літаків по ВВС США також приєдналися пошук для протичовнових завдань.

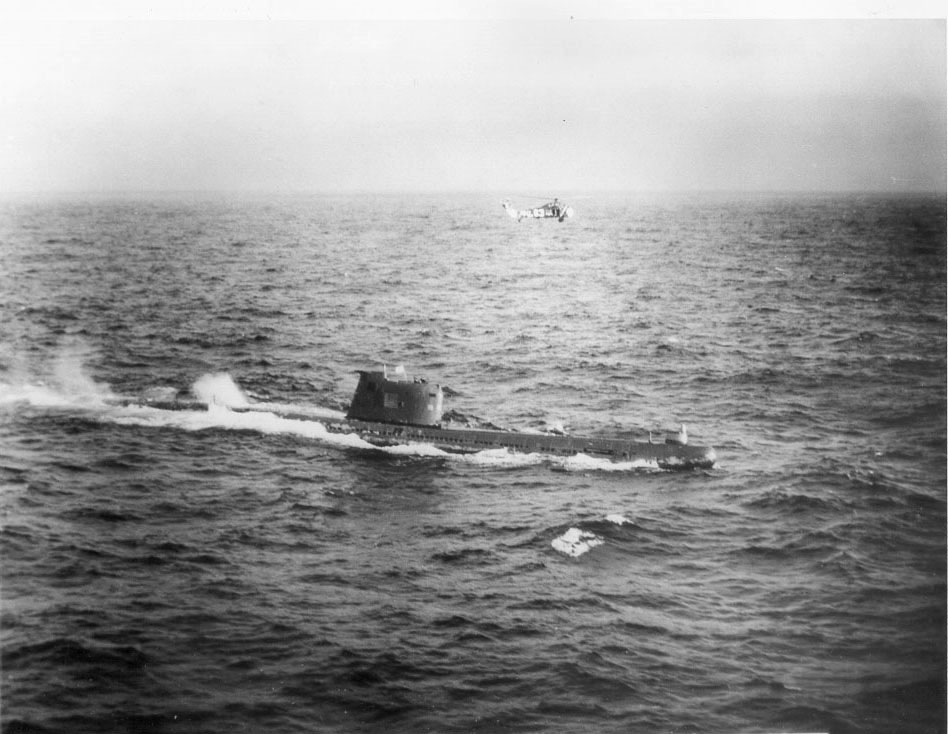
28-29 жовтня 1962 р.; Радянський B-59 змушений вийти на поверхню

В результаті проведеної пошукової діяльності американські протичовнові сили виявили всі радянські кораблі — один із проєктів 611 та чотири « Фокстроти». П'ятий блок проєкту 641 був вимушений вийти на поверхню через технічні проблеми. Ситуація досягла найвищого напруження 24 жовтня, хвилин після 10 години ранку за Вашингтонським часом, коли міністр оборони США Роберт Макнамара повідомив президента Кеннеді, що два радянські вантажники знаходились лише в декількох морських милях від зони блокади. Білий дім вирішив, що американські кораблі повинні використовувати ехолоти, щоб давати вказівки радянським кораблям з'являтися та ідентифікуватися. У разі відмови в наказі американські кораблі мали використовувати невеликі вибухівки як акустичні сигнальні пристрої.
Три з чотирьох Фокстротів були змушені вийти на поверхню на північний схід від лінії блокади в присутності американських сил. Насправді їхні командири ігнорували сигнали для виходу на поверхню. Першим був виявлений B-59, який 25 жовтня 1962 року був відстежений на поверхні наземним патрульним літаком у 350 милях на південний захід від Бермудських островів. Тому його командир наказав підготовці застосувати торпеду з ядерною боєголовкою, але був зупинений.
Радянські підводні човни намагалися уникнути виявлення американськими силами, використовуючи бурхливе маневрування, ховаючись під колією надводних блоків, випускаючи бульбашки повітря та акустичні симулятори. Вони могли дозволити собі проводити багато часу на поверхні довгий час, щоб зарядити свої батареї та використовувати радари, що, мабуть, було б неможливо в реальних умовах війни.

## Фолклендська війна
Під час Фолклендської війни (2 квітня — 14 червня 1982 р.) між Великою Британією та Аргентиною кілька підводних човнів Аргентини змусили Королівський флот докласти зусиль для підтримання контролю над морським районом бойових дій, включаючи участь у протичовнових операціях 12 кораблів надводних кораблів, шести підводних човнів та 25 вертольотів. Коли конфлікт розгорівся, частина ВМС Аргентини, аргентинські підводні човни мали у своєму розпорядженні чотири дизельних підводних човна. Лише два з чотирьох аргентинських підрозділів були придатні для ведення бойових дій — «Сальта» виконувала плановий ремонт на суднобудівному заводі, «Сантьяго-дель-Естеро» була непридатною для занурення в воду, і тому вона була виведена з експлуатації в 1981 році.

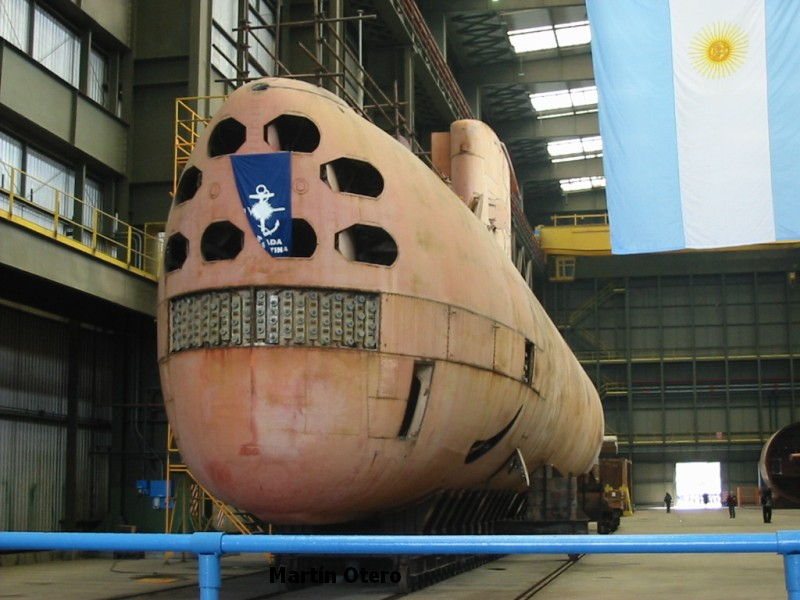
Вид з носа АРА «Сан-Луїс» у сухому доці

Сан-Луїс вирушив у патруль другого квітня 1982 року. Під час патрулювання корабель здійснив три торпедні атаки, дві із застосуванням торпед SST-4, призначених для атаки на надводні кораблі, та одну атаку з американською протичовновою торпедою Mark 37. Атаки, здійснені 1 травня 1982 року, були спрямовані на британські підрозділи, оснащені вертольотами ZOP. Обидві атаки були невдалими, і британські кораблі контратакували 20-годинну контратаку з глибинними зарядами та принаймні однією торпедою. Другий напад аргентинської підводного човна був здійснений 8 травня. Через 12 хвилин після запуску протичовнової торпеди Mk 37 з боку цілі почувся звук вибуху, однак Велика Британія ніколи не підтверджувала втрату підводного човна, тому передбачається, що торпеда могла вибухнути, потрапивши в дно.
Хід операцій з підводними човнами в Аргентині був несподіванкою. З одного боку, два аргентинські кораблі, що діяли під час операції, дуже добре справлялися з британською протичовновою війною, з іншого боку, вони демонстрували дивовижну неефективність в атаці. Причина цього є предметом багатьох розслідувань, але, схоже, це було пов'язано з несправністю комп'ютерної системи управління вогнем «Сан-Луїс», тому дані управління вогнем, що надходили до торпед перед запуском, повинні були розраховувати самі члени екіпажу, додатково — кабелі, що з'єднують Направлені дротом торпеди з кораблем були розірвані незабаром після запуску торпеди, що унеможливило управління ними.

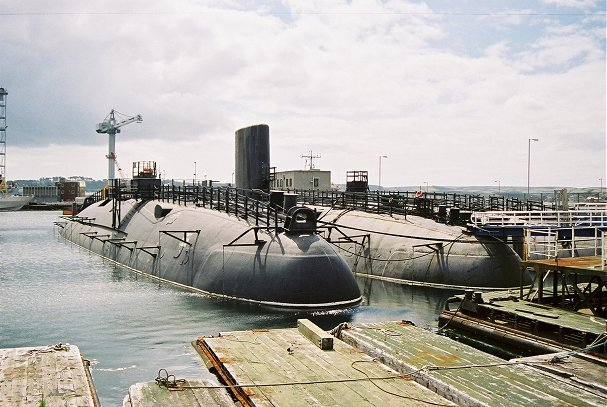
HMS «Завойовник» (другий зліва) під час морських днів у Девонпорті (Плімут) у 2006 році

Британські підводні човни також були спрямовані в район військових операцій Фолклендсько-Мальвінської війни. 1 квітня 1982 р. Атомні підводні човни типу Свіфтсюр — HMS «Spartan» і «Splendid», які прибули на Фолклендські острови через 10 днів, відплили в Південну Атлантику. 4 квітня HMS «Conqueror» типу Черчілля відплив до Фолклендських островів і прибув туди 11 квітня — одночасно з двома попередніми підрозділами. З метою підтримки проголошеної Великою Британією " зони відчуження на морі " «Спартанець» патрулював біля Порт-Стенлі. Між 12 і 30 квітня протягом чотирьох днів поспіль він спостерігав за аргентинським десантним кораблем ARA «Кабо-Сан-Антоніо», який в той час проводив мінні операції. HMS Splendid було доручено патрулювати води між узбережжям Аргентини та Фолклендськими островами.

## Після холодної війни
Кінець «холодної війни», що розумівся як суперництво двох протилежних ідеологічних та військових блоків, змінив умови експлуатації підводних човнів, але не знищив їхньої ролі. Першою ознакою нових застосувань підводного човна в кінці холодної війни стала участь 9 підрозділів типу Лос-Анджелес та Війна в Перській затоці в 1991 р., під час якої двоє з них випустили ракети для маневрування важливих цілей ІЛК «Томагавк» в Іраку. 19 січня цього року корабель USS Louisville став першим в історії підводним човном, який здійснив вогонь крилатої ракети «вода-земля» під час бойової операції. Потім він випустив п'ять ракет TLAM (ракета « Земля-атака» Томагавк), підтримуючи повітряну операцію союзників над Іраком «Буря в пустелі».

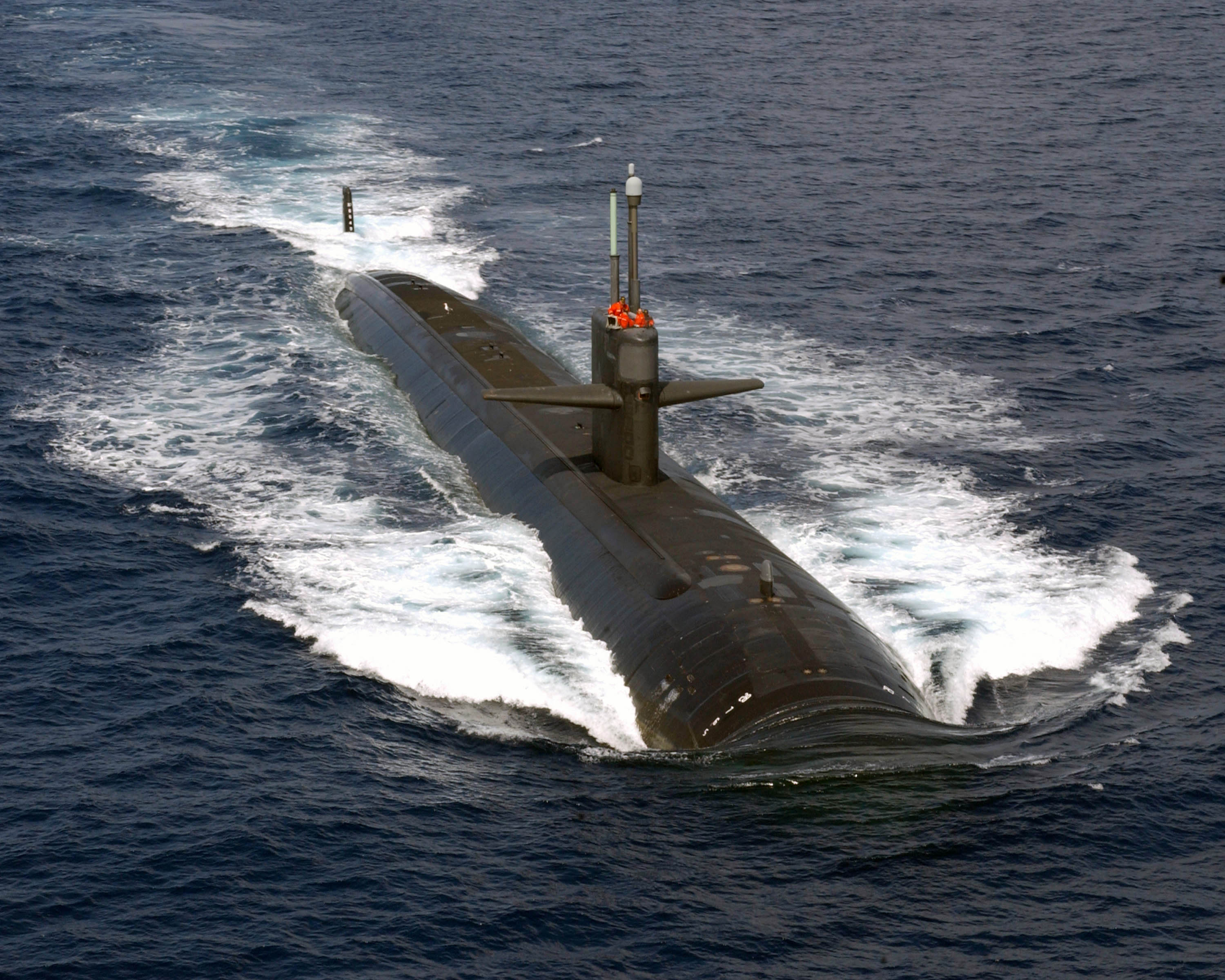
USS Louisville, перший підводний човен, який випустив крилаті ракети під час бойової операції

Це була перша бойова операція американських підводних човнів після закінчення Другої світової війни. Потім Луїсвілл випустив ще три ракети з Червоного моря, після чого 6 лютого 1991 р.у цій позиції їх змінив USS Chicago. Другим судном, яке здійснило вогонь з крилатих ракет у цій операції, був USS Pittsburgh, який випустив 4 ракети TLAM. У березні 1999 року підводні човни кількох країн НАТО взяли участь в операції «Об'єднані сили», підтримуючи діяльність Північноатлантичного альянсу в Косово, під час якої американські та британські підводні човни випустили майже 1/4 ракет TLAM, що використовуються з Адріатики.
Під час цих операцій підводні човни тривалий час перебували на глибині перископа, що було і новинкою в їх операціях, і нетрадиційним рішенням, однак, це підкреслюється підвищеним рангом підводних човнів у їх новій ролі в сучасних збройних конфліктах та операціях з реагування на військові кризи.
Як і під час «холодної війни», так і після її закінчення, важливим завданням підводних човнів є проведення розвідувальної діяльності як для морської, так і для сухопутної діяльності потенційних супротивників.